# 14 lutego

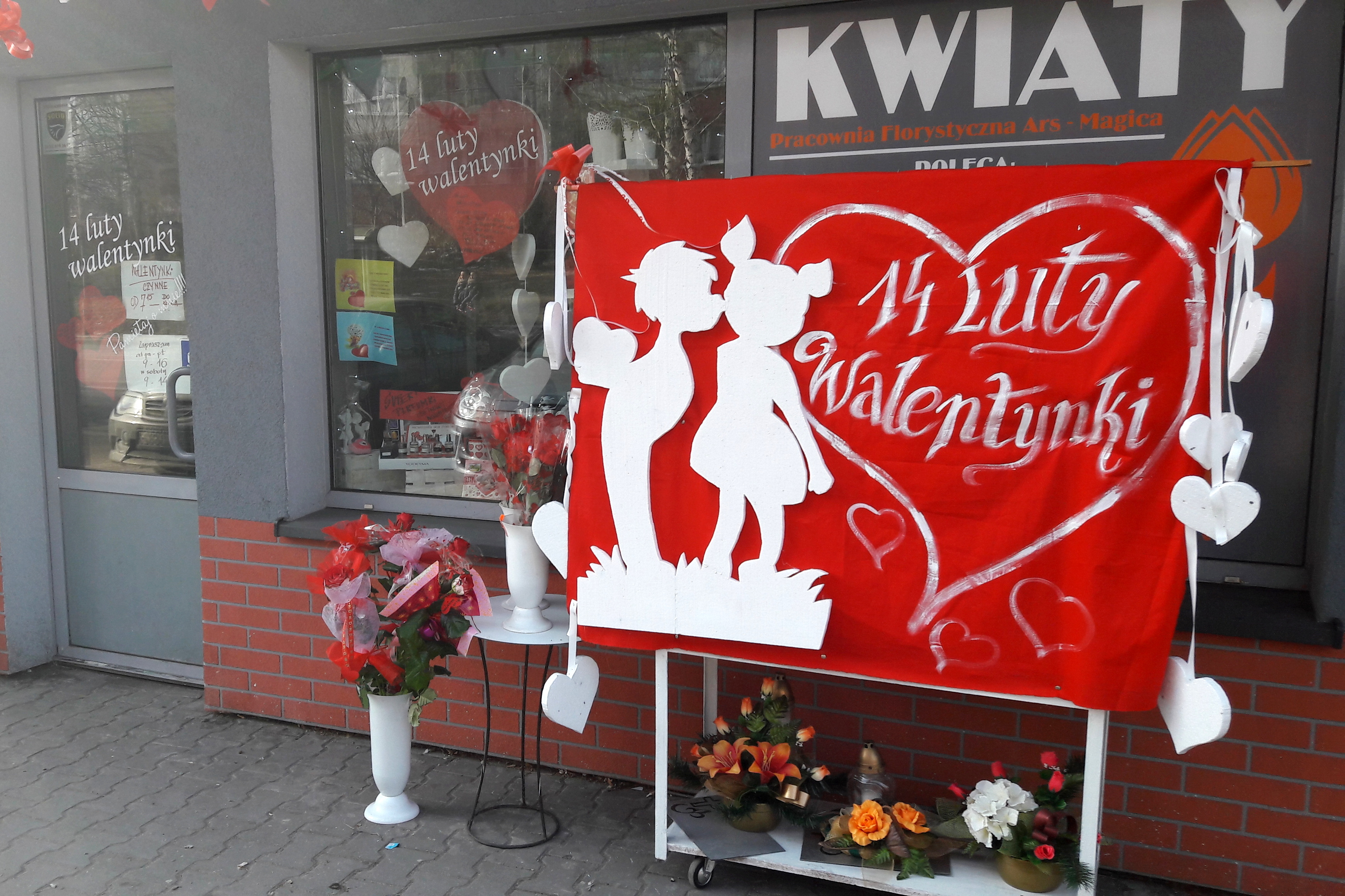

14 lutego jest 45. dniem w kalendarzu gregoriańskim. Do końca roku pozostało 320 (w latach przestępnych 321) dni.

## Święta
- Imieniny obchodzą: Abraham, Adolf, Adolfa, Antonin, Auksencja, Auksencjusz, Auksenty, Cyryl, Dionizja, Dionizy, Dobiesława, Eleukadiusz, Flawian, Florentyn, Jan Chrzciciel, Jerzy, Jordan, Józef, Konrad, Konrada, Krystyna, Liliana, Lilianna, Lilla, Maro, Maron, Metody, Mikołaj, Modest, Niedamir, Niedomira, Niemir, Nostrian, Piotr, Teodozja, Teodozjusz, Teodozy, Walenty, Walentyn, Wincenty, Witalis i Zenon.
- Bałkany – Trifon Zarezan
- Międzynarodowe – Walentynki
- Polska – Narodowy Dzień Pamięci Żołnierzy Armii Krajowej, Dzień Chorego na Padaczkę
- Wspomnienia i święta w Kościele katolickim[1][2] obchodzą:
  - św. Cyryl i św. Metody (patroni Europy)
  - św. Walenty (biskup i męczennik)

## Wydarzenia w Polsce
- 1501 – Król Czech i Węgier Władysław II Jagiellończyk nadał herb miejski Lwówkowi Śląskiemu.
- 1610 – II wojna polsko-rosyjska: do obozu króla Zygmunta III Wazy pod Smoleńskiem przybył patriarcha moskiewski Filaret, który w imieniu obozu tuszyńskiego zawarł tajny układ o powołaniu królewicza Władysława na tron carski w zamian za zagwarantowanie wolności wyznawania religii prawosławnej.
- 1792 – Rozpoczęły się zjazdy Sejmików ziemskich w sprawie zatwierdzenia Konstytucji 3 maja.
- 1795 – Kra lodowa zerwała ⅓ Mostu Zamkowego na Odrze w Raciborzu.
- 1831 – Powstanie listopadowe: w bitwie pod Stoczkiem samodzielny korpus gen. Józefa Dwernickiego odniósł zwycięstwo nad dywizją strzelców konnych gen. Fiodora Geismara.
- 1901 – Uruchomiono wodociągi miejskie w Krakowie.
- 1907 – Otwarto Lwowską Galerię Obrazów.
- 1909 – Założono Towarzystwo Przyjaciół Nauk w Przemyślu.
- 1919 – Wybuchła wojna polsko-bolszewicka.
- 1937 – Rozegrano pierwsze zawody na skoczni narciarskiej Skalite w Szczyrku.
- 1942 – Związek Walki Zbrojnej został przekształcony w Armię Krajową.
- 1945:
  - Armia Czerwona wyzwoliła obóz koncentracyjny Gross-Rosen na Dolnym Śląsku.
  - Armia Czerwona zajęła miasta: Chojnice, Nowa Sól, Nowy Kisielin, Piła.
  - Nacjonaliści ukraińscy dokonali zbrodni na ok. 100 polskich mieszkańcach wsi Byczkowce, położonej w byłym powiecie czortkowskim województwa tarnopolskiego.
  - Powołano Biuro Odbudowy Stolicy.
- 1948 – W swym pierwszym oficjalnym meczu reprezentacja Polski w piłce siatkowej kobiet pokonała w Warszawie Czechosłowację 3:1.
- 1950 – Ogłoszono wyroki w sprawie oskarżonych o szpiegostwo obywateli polskich i francuskich (tzw. sprawa Robineau).
- 1959 – Weszła w życie umowa o ostatecznym wytyczeniu polsko-czechosłowaskiej granicy państwowej.
- 1964 – Premiera filmu Wiano w reżyserii Jana Łomnickiego.
- 1972 – Dokonano oblotu szybowca SZD-37 Jantar.
- 1973 – Premiera filmu biograficznego Kopernik w reżyserii Ewy i Czesława Petelskich.
- 1977:
  - Oddano do użytku pierwszy blok mieszkalny na największym opolskim osiedlu im. ZWM (obecnie Armii Krajowej).
  - W katastrofie samolotu An-2 na lotnisku Poznań-Ławica zginęło 3 członków załogi i 5 pasażerów – wysokich rangą oficerów Wojsk Lotniczych PRL.
- 1992 – Lech Kaczyński został prezesem Najwyższej Izby Kontroli.
- 1993 – W Zakopanem zakończyła się 16. Uniwersjada Zimowa.
- 1995 – W warszawskiej katedrze św. Jana odbył się pogrzeb szczątków króla Stanisława Augusta Poniatowskiego.
- 1998 – 7 osób zginęło w katastrofie śmigłowca Mi-2 na jeziorze Śniardwy.
- 2010 – W Gdyni otwarto Narodowy Stadion Rugby.
- 2015 – Spłonął Most Łazienkowski w Warszawie.

## Wydarzenia na świecie

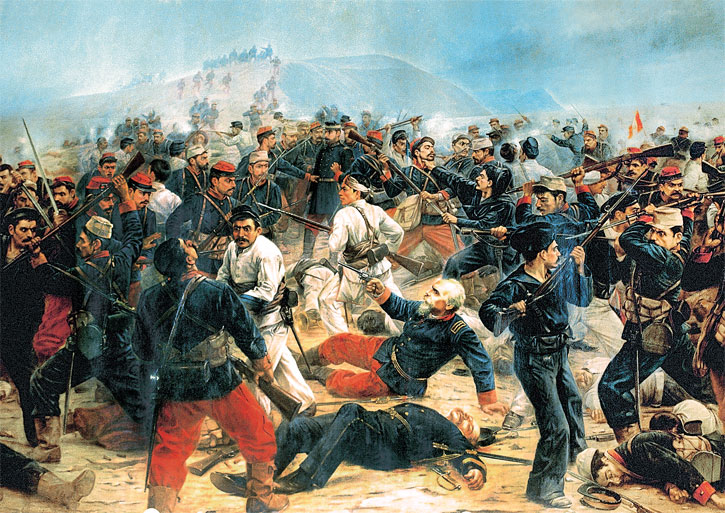
Bitwa o Aricę – największa z bitew chilijsko-boliwijskiej wojny o saletrę na obrazie Juana Lepiani

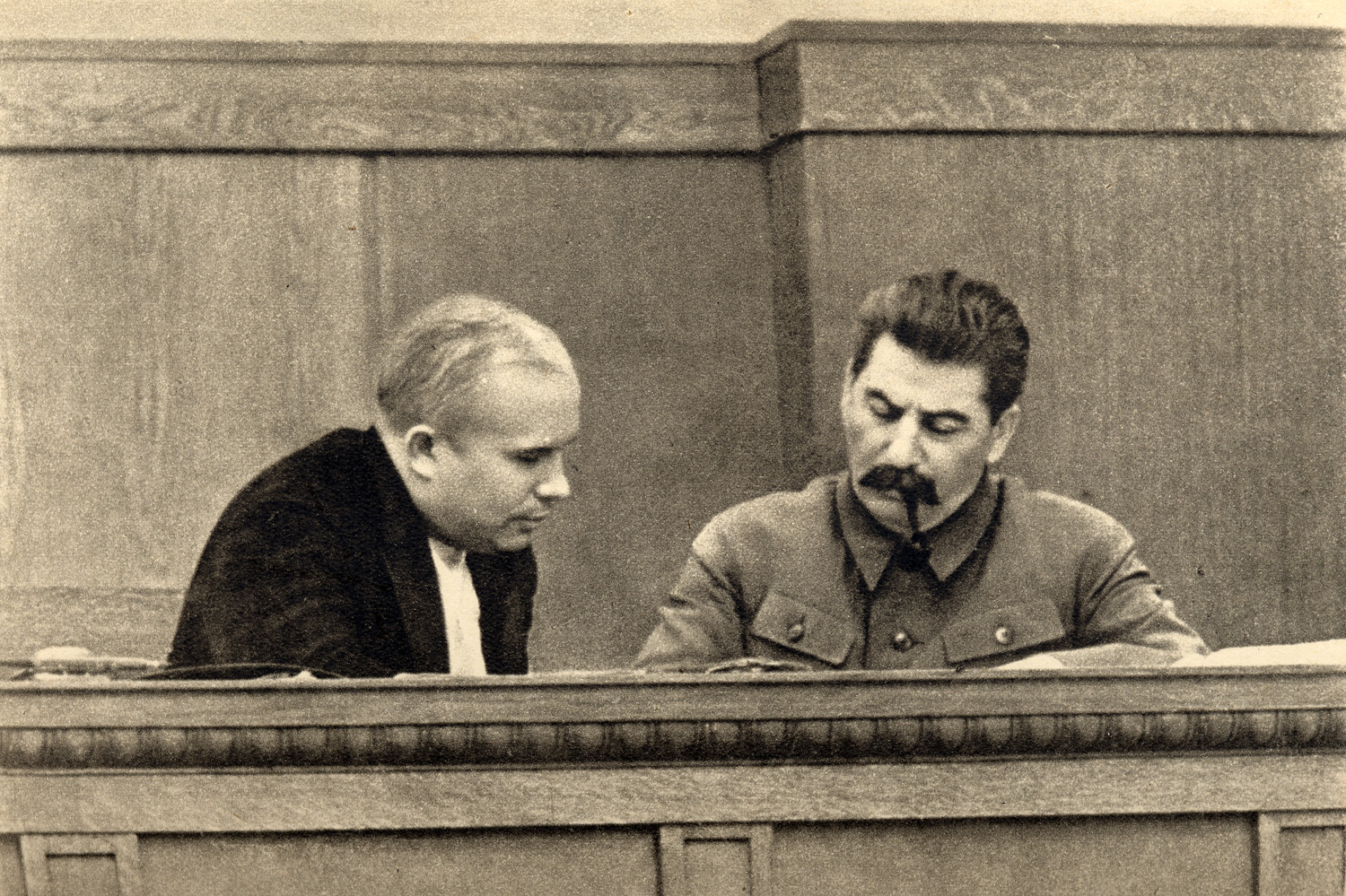
14 lutego 1956 rozpoczął się XX Zjazd KPZR na którym Nikita Chruszczow wygłosił referat krytykujący kult jednostki. Na zdjęciu Nikita Chruszczow i Józef Stalin

- 44 p.n.e. – Gajusz Juliusz Cezar został obwołany przez senat Republiki Rzymskiej dyktatorem wieczystym, najwyższym kapłanem, imperatorem i ojcem ojczyzny.
- 842 – Ludwik II Niemiecki i Karol II Łysy sprzysięgli się w Strasburgu przeciwko swojemu bratu Lotarowi. Tekst przysięgi jest najstarszym zachowanym dokumentem w językach francuskim i niemieckim.
- 1009 – W Rocznikach Kwedlinburskich pojawiła się pierwsza wzmianka o Litwie.
- 1014 – Papież Benedykt VIII koronował Henryka II na cesarza rzymsko-niemieckiego.
- 1076 – Papież Grzegorz VII nałożył klątwę na króla Niemiec Henryka IV Salickiego.
- 1130 – Kardynał Greogorio Paparone został wybrany na papieża i przybrał imię Innocenty II. Niezgadzająca się z wyborem część kardynałów wybrała na antypapieża Pietro Pierleoniego, który przybrał imię Anaklet II.
- 1349 – W pogromie w Strasburgu zginęło ok. 2 tys. Żydów, spośród których ok. 900 zostało spalonych żywcem.
- 1408 – Wielki książę litewski Witold Kiejstutowicz nadał Kownu prawa miejskie oparte na prawie magdeburskim.
- 1451 – Owdowiały delfin i przyszły król Francji Ludwik XI ożenił się po raz drugi z Karoliną Sabaudzką.
- 1556 – Przywódca reformy anglikańskiej arcybiskup Canterbury Thomas Cranmer został ogłoszony heretykiem.
- 1613 – Elektor Palatynatu Reńskiego i przyszły władcy Czech Fryderyk V ożenił się z księżniczką angielską i szkocką Elżbietą Stuart.
- 1743 – Henry Pelham został premierem Wielkiej Brytanii.
- 1768 – Król Hiszpanii Karol III przywrócił Królewską Akademię Sztuk Pięknych San Carlos w Walencji.
- 1774 – Statek z Maurycym Beniowski i jego ludźmi wpłynął do zatoki Antongila na Madagaskarze.
- 1779:
  - James Cook został zabity przez tubylców na wyspie Hawaiʻi.
  - Wojna o niepodległość Stanów Zjednoczonych: zwycięstwo wojsk amerykańskich w bitwie nad Kettle Creek w Georgii.
- 1785 – Biskup Tivoli Gregorio Chiaramonti (późniejszy papież Pius VII) został mianowany kardynałem prezbiterem i przeniesiony do diecezji Imola.
- 1793 – Francuski Konwent Narodowy uchwalił aneksję Monako.
- 1797 – I koalicja antyfrancuska: zwycięstwo floty brytyjskiej nad hiszpańską w bitwie koło Przylądka św. Wincentego.
- 1803 – Prezes Sądu Najwyższego USA John Marshall ogłosił, iż jakakolwiek uchwała Kongresu, która byłaby sprzeczna z konstytucją, nie ma mocy prawnej.
- 1804 – W Serbii wybuchło powstanie antytureckie pod wodzą Jerzego Czarnego.
- 1814 – VI koalicja antyfrancuska: zdecydowane zwycięstwo wojsk francuskich nad pruskimi w bitwie pod Vauchamps.
- 1849 – W Nowym Jorku wykonano po raz pierwszy w historii zdjęcie amerykańskiemu prezydentowi (Jamesowi Knoxowi Polkowi).
- 1854 – Teksas został połączony linią telegraficzną z resztą kraju.
- 1859 – Oregon jako 33. stan przystąpił do Unii.
- 1876 – Alexander Graham Bell zgłosił wynaleziony przez siebie telefon w biurze patentowym.
- 1879 – Wojska chilijskie zajęły boliwijską Antofagastę – początek tzw. wojny o saletrę.
- 1880 – W Filadelfii został założony Związek Narodowy Polski, jedna z najstarszych organizacji polonijnych w USA.
- 1895 – W londyńskim St. James’s Theatre odbyła się premiera komedii Bądźmy poważni na serio (ang. The Importance of Being Earnest) Oscara Wilde’a.
- 1896 – Teodor Herzl opublikował traktat Państwo Żydowskie, który stał się podstawą ideologiczną syjonizmu.
- 1900 – Początek kontrofensywy wojsk brytyjskich w czasie II wojny burskiej.
- 1903 – Utworzono Departament Handlu Stanów Zjednoczonych.
- 1912 – Arizona jako 48. stan przystąpiła do Unii.
- 1918 – Rosja Radziecka przyjęła kalendarz gregoriański (1 lutego według kalendarza juliańskiego).
- 1919 – Prezydent USA Thomas Woodrow Wilson przedstawił projekt Ligi Narodów.
- 1920 – W Chicago została założona League of Women Voters.
- 1929 – W tzw. masakrze w Dzień św. Walentego (ang. St. Valentine’s Day massacre) w Chicago banda Ala Capone dokonała zbiorowego morderstwa na członkach rywalizującego z nimi gangu Bugsy’ego Morana.
- 1933 – Obserwatorium Paryskie uruchomiło pierwszą na świecie zegarynkę.
- 1939:
  - Odbył się pogrzeb papieża Piusa XI.
  - W stoczni w Hamburgu zwodowano pancernik „Bismarck”.
- 1941:
  - II wojna światowa w Afryce: pierwsze pododdziały bojowe Afrika Korps wylądowały w Trypolisie.
  - Uruchomiono komunikację tramwajową w Sofii.
- 1942 – Wojna na Pacyfiku: rozpoczęła się bitwa o Sumatrę.
- 1943:
  - II wojna światowa w Afryce: rozpoczęła się amerykańsko-niemiecka bitwa o Sidi Bou Zid w Tunezji Francuskiej.
  - Front wschodni: Armia Czerwona wyzwoliła Rostów nad Donem.
- 1944 – Wybuchło powstanie antyjapońskie na Jawie.
- 1945:
  - 701 osób zginęło, a 1184 zostały ranne w wyniku zbombardowania Pragi przez bombowce amerykańskie, pomylonej przez nawigatorów z Dreznem.
  - Prezydent Franklin Delano Roosevelt i król Arabii Saudyjskiej Abd al-Aziz ibn Su’ud spotkali się na pokładzie okrętu USS „Quincy”, podpisując m.in. porozumienie o nawiązaniu stosunków dyplomatycznych.
- 1946:
  - Rząd Clementa Attleego znacjonalizował Bank Anglii.
  - Na Uniwersytecie Pensylwanii został zaprezentowany komputer ENIAC, zbudowany w latach 1943–45 przez Johna P. Eckerta i Johna W. Mauchly’ego.
- 1949 – W Jerozolimie odbyło się pierwsze w historii posiedzenie izraelskiego Knesetu.
- 1950 – W Moskwie podpisano radziecko-chiński traktat sojuszniczy.
- 1952 – W Oslo rozpoczęły się VI Zimowe Igrzyska Olimpijskie.
- 1956:
  - Rozpoczął się XX Zjazd KPZR.
  - Wystartował drugi kanał telewizji radzieckiej.
- 1958 – Powstała krótkotrwała Federacja Arabska złożona z Jordanii i Iraku.
- 1961 – W laboratorium w Berkeley w Kalifornii po raz pierwszy otrzymano syntetyczny pierwiastek chemiczny lorens.
- 1966 – Zdewaluowano dolara australijskiego.
- 1967 – Podpisano traktat o zakazie broni jądrowej w Ameryce Łacińskiej i na Karaibach.
- 1970 – Założono linie lotnicze Air Nauru.
- 1972:
  - ChRL i Meksyk nawiązały stosunki dyplomatyczne.
  - Znaleziono diament Gwiazda Sierra Leone o masie 968,9 karata.
- 1974 – Somalia została przyjęta do Ligi Państw Arabskich.
- 1975:
  - Na Filipinach założono Kościół zielonoświątkowy Krucjata Cudów Jezusa.
  - Ukazał się debiutancki album brytyjskiej grupy Smokie Pass It Around.
  - Ustanowiono Order Australii.
- 1978 – Palestyńscy terroryści zdetonowali bombę podłożoną w autobusie w Jerozolimie, w wyniku czego zginęło 2 Izraelczyków, a 35 osób zostało rannych.
- 1979 – W Kabulu ekstremiści muzułmańscy porwali amerykańskiego ambasadora w Afganistanie Adolpha Dubsa. Dyplomata został śmiertelnie zraniony w czasie strzelaniny pomiędzy porywaczami a policją.
- 1981:
  - 48 osób zginęło, a 214 zostało rannych w pożarze klubu nocnego The Stardust w Dublinie.
  - Legendarna indyjska bandytka Phoolan Devi zaatakowała ze swą bandą wieś Behmai, aby zemścić się na swych dawnych oprawcach i gwałcicelach. Napastnicy zastrzelili 22 osoby.
- 1985 – Reporter CNN Jeremy Levin został wypuszczony z libańskiego więzienia.
- 1988 – Trzech członków Organizacji Wyzwolenia Palestyny zginęło w zamachu bombowym na Cyprze.
- 1989 – Ajatollah Chomeini ogłosił fatwę nakazującą muzułmanom zabić Salmana Rushdiego, autora powieści Szatańskie wersety.
- 1990 – 92 osoby zginęły w katastrofie indyjskiego samolotu Airbus A320 pod Bangalore
- 1992 – Podczas XVI Zimowych Igrzysk Olimpijskich we francuskim Albertville 16-letni fiński skoczek narciarski Toni Nieminen zdobył złoty medal w konkursie na dużej skoczni, stając się tym samym najmłodszym mistrzem olimpijskim w sportach zimowych.
- 1993:
  - Algirdas Brazauskas zwyciężył w pierwszych bezpośrednich wyborach prezydenckich na Litwie.
  - Powstała Komunistyczna Partia Federacji Rosyjskiej.
- 1994 – Wykonano wyrok śmierci na ukraińskim seryjnym mordercy Andrieju Czikatiło.
- 1996 – W wyniku katastrofy chińskiej rakiety Długi Marsz 3B zginęło 5 osób, a 57 zostało rannych.
- 1998 – 220 osób zginęło w wyniku eksplozji cystern kolejowych z benzyną w Kamerunie.
- 2002 – Przyjęto nową konstytucję Bahrajnu, na mocy której dotychczasowy emirat przekształcono w monarchię konstytucyjną.
- 2003:
  - 17 osób zginęło, a 30 zostało rannych w wyniku eksplozji materiałów wybuchowych w kolumbijskim mieście Neiva w trakcie rajdu policji na domniemaną kryjówkę Rewolucyjnych Sił Zbrojnych Kolumbii (FARC).
  - Uśpiono owcę Dolly, pierwszego sklonowanego ssaka.
- 2004 – W Moskwie zawalił się dach krytego parku wodnego, w wyniku czego zginęło 25 osób, ponad 100 zostało rannych.
- 2005:
  - Były premier Libanu Rafiq Hariri zginął wraz z 22 innymi osobami w zamachu bombowym w Bejrucie.
  - Uruchomiono serwis internetowy YouTube.
  - W zamachach bombowych w stolicy Filipin Manili oraz miastach Davao i General Santos zginęło 12 osób, a ponad 130 zostało rannych.
- 2007 – 11 osób zginęło w zamachu bombowym na autobus Gwardii Republikańskiej w mieście Zahedan w południowo-wschodnim Iranie.
- 2008 – Na Northern Illinois University w mieście DeKalb szaleniec zastrzelił 5 i ranił 16 osób, a następnie popełnił samobójstwo.
- 2009 – Omar Abdirashid Ali Sharmarke został premierem Somalii.
- 2010 – We Florencji po 52 latach uruchomiono ponownie komunikację tramwajową.
- 2011:
  - Brazylijski piłkarz Ronaldo ogłosił zakończenie kariery sportowej.
  - W Bahrajnie rozpoczęły się protesty społeczne.
- 2012:
  - 360 osób zginęło w pożarze więzienia w Comayagua w Hondurasie.
  - W Bangkoku doszło do nieudanego zamachu na izraelskich dyplomatów, przeprowadzonego przez kilku obywateli Iranu.
- 2013 – We swym domu w Pretorii niepełnosprawny południowoafrykański lekkoatleta Oscar Pistorius zamordował swą partnerkę, modelkę i aktorkę Reevę Steenkamp.
- 2015 – Podczas zawodów Pucharu Świata na skoczni mamuciej Vikersundbakken w norweskim Vikersund Słoweniec Peter Prevc ustanowił nieoficjalny rekord świata długości skoku (250 m.)
- 2018:
  - Jacob Zuma ustąpił ze stanowiska prezydenta RPA, a jego miejsce zajął dotychczasowy wiceprezydent Cyril Ramaphosa.
  - W szkole średniej w Parkland na Florydzie jej były uczeń 19-letni Nikolas Cruz zastrzelił 17 i postrzelił kolejne 17 osób, po czym został zatrzymany przez policję.
- 2022 – W wyniku eksplozji i pożaru w bloku mieszkalnym w miejscowości Saint-Laurent-de-la-Salanque w departamencie Pireneje Wschodnie na południu Francji zginęło 8 osób, a 4 zostały ranne.
- 2024 – Inwazja Rosji na Ukrainę: rosyjski okręt desantowy „Cezar Kunikow” został zaatakowany w pobliżu Ałupki na Krymie przez ukraińskie siły specjalne Grupy 13 przy użyciu bezzałogowych łodzi uderzeniowych Magura V5, w wyniku czego zatonął.

## Eksploracja kosmosu
- 1972 – Została wystrzelona radziecka sonda księżycowa Łuna 20.
- 1989 – Na orbicie okołoziemskiej został umieszczony pierwszy z 24 satelitów z systemu GPS.
- 1990 – Sonda kosmiczna Voyager 1 wykonała ostatnią serię zdjęć Układu Słonecznego.

## Urodzili się
- 1368 – (lub 15 lutego) Zygmunt Luksemburski, król Niemiec, Czech, Węgier i Włoch, cesarz rzymski (zm. 1437)
- 1468 – Johannes Werner, niemiecki duchowny katolicki, matematyk, astronom, astrolog, geograf, kartograf (zm. 1522)
- 1480 – Fryderyk II, książę legnicki, brzeski, ścinawski, głogowski i ziębicki (zm. 1547)
- 1483 – Babur, władca Imperium Mogołów w Indiach (zm. 1530)
- 1490:
  - Margarete Amerbach, szwajcarska epistolografka (zm. 1541)
  - Valentin Trozendorf, śląski teolog protestancki, pedagog (zm. 1556)
- 1515 – Fryderyk III Wittelsbach, elektor Palatynatu (zm. 1576)
- 1545 – Lukrecja Medycejska, księżniczka florencka, księżna Ferrary, Modeny i Reggio (zm. 1561)
- 1602:
  - Francesco Cavalli, włoski kompozytor, organista, śpiewak (zm. 1676)
  - Wilhelm V Stały, landgraf Hesji-Kessel (zm. 1637)
- 1610 – Ádám Batthyány z Német-Ujvár, węgierski magnat (zm. 1659)
- 1614 – John Wilkins, angielski duchowny anglikański, biskup Chester, filozof, pisarz (zm. 1672)
- 1652 – Kamil Tallard, francuski dowódca wojskowy, marszałek Francji (zm. 1728)
- 1659 – Teodor Wittelsbach, hrabia palatyn i książę Palatynatu-Sulzbach (zm. 1732)
- 1677 – Johann Ludwig Bach, niemiecki kompozytor (zm. 1731)
- 1679 – Georg Friedrich Kauffmann, niemiecki kompozytor, organista (zm. 1735)
- 1680 – John Sidney, angielski arystokrata, polityk (zm. 1737)
- 1690 – Jakob Ernst von Liechtenstein-Kastelkorn, austriacki duchowny katolicki, biskup Seckau, biskup ołomuniecki, arcybiskup salzburski (zm. 1747)
- 1692 – Pierre de La Chaussee, francuski dramatopisarz (zm. 1754)
- 1702 – Moritz Karl von Lynar, saski dyplomata (zm. 1768)
- 1707 – Claude-Prosper Jolyot de Crébillon, francuski pisarz (zm. 1777)
- 1741 – Joseph Marie Servan de Gerbey, francuski generał, rewolucjonista, polityk (zm. 1808)
- 1745 – Sarah Lennox, brytyjska arystokratka (zm. 1826)
- 1746 – Aleksandr Baranow, rosyjski kupiec, handlarz futer, kolonizator Alaski (zm. 1819)
- 1750:
  - René Desfontaines, francuski botanik, mykolog, wykładowca akademicki (zm. 1833)
  - Szymon Zabiełło, polski szlachcic, polityk, dowódca wojskowy (zm. 1824)
- 1755:
  - Karol Ludwik, książę badeński (zm. 1801)
  - Henry Phipps, brytyjski arystokrata, polityk (zm. 1831)
- 1757 – Kazimierz Nestor Sapieha, polski książę, generał artylerii litewskiej, marszałek Sejmu Czteroletniego (zm. 1798)
- 1763 – Jean-Victor Moreau, francuski generał (zm. 1813)
- 1766 – Thomas Malthus, brytyjski duchowny anglikański, ekonomista (zm. 1834)
- 1767:
  - Thomas Anson, brytyjski arystokrata, polityk (zm. 1818)
  - Walery Henryk Kamionko, polski duchowny katolicki, biskup pomocniczy mohylewski (zm. 1840)
- 1776 – Christian Gottfried Daniel Nees von Esenbeck, niemiecki lekarz, botanik, filozof, działacz społeczny i polityczny (zm. 1858)
- 1778 – (data chrztu) Fernando Sor, hiszpański gitarzysta, kompozytor (zm. 1839)
- 1781:
  - Valentín Gómez Farías, meksykański polityk, prezydent Meksyku (zm. 1858)
  - Walenty Maciej Tomaszewski, polski duchowny katolicki, biskup kujawsko-kaliski (zm. 1851)
- 1788 – Milota Zdirad Polák, czeski generał dywizji, wykładowca akademicki, poeta (zm. 1856)
- 1790 – Józef Hauke, polski hrabia, oficer Legionów Dąbrowskiego i wojsk Księstwa Warszawskiego, generał major w służbie rosyjskiej (zm. 1837)
- 1791 – William Bathurst, brytyjski arystokrata, polityk (zm. 1878)
- 1798 – Konstancja Łubieńska, polska literatka, publicystka (zm. 1867)
- 1799 – Walenty Wańkowicz, polski malarz (zm. 1842)
- 1802:
  - John White, amerykański polityk (zm. 1845)
  - Józef Bohdan Zaleski, polski poeta (zm. 1886)
- 1803 – William Palmer, brytyjski duchowny i teolog anglikański (zm. 1885)
- 1806 – Joseph-François Malgaigne, francuski chirurg (zm. 1865)
- 1807:
  - Max Ainmiller, niemiecki malarz, witrażysta (zm. 1870)
  - Ernest Legouvé, francuski prozaik, poeta (zm. 1903)
  - Walenty Stanczukowski, polski lekarz, uczestnik powstania listopadowego (zm. 1874)
- 1811 – Václav Jiří Dundr, czeski pisarz (zm. 1872)
- 1813:
  - Aleksandr Dargomyżski, rosyjski kompozytor (zm. 1869)
  - Henryk Andrzej Kronenberg, polski lekarz pochodzenia żydowskiego (zm. 1886)
- 1814 – Charles-Philippe Place, francuski duchowny katolicki, arcybiskup Rennes, kardynał (zm. 1893)
- 1816 – Edward MacCabe, irlandzki duchowny katolicki, arcybiskup Dublina, kardynał (zm. 1885)
- 1818 – Gustaw Ehrenberg, polski poeta, działacz konspiracyjny (zm. 1895)
- 1819 – Christopher Latham Sholes, amerykański dziennikarz, wynalazca (zm. 1890)
- 1821 – Justyn Szaflarski, polski bernardyn, prowincjał zakonu (zm. 1901)
- 1822 – Wiktoria Sachsen-Coburg-Kohary, księżna Nemours (zm. 1857)
- 1823 – William Henry Powell, amerykański malarz (zm. 1879)
- 1824 – Winfield Hancock, amerykański generał, polityk (zm. 1886)
- 1827 – Walenty Berrio-Ochoa, hiszpański dominikanin, misjonarz, biskup, męczennik, święty (zm. 1861)
- 1828 – Edmond About, francuski pisarz, publicysta, republikanin, antyklerykał (zm. 1885)
- 1829 – Jean Dufresne, niemiecki szachista pochodzenia żydowskiego (zm. 1893)
- 1834 – Henriette Hirschfeld-Tiburtius, niemiecka stomatolog (zm. 1911)
- 1835 – Louis Gallet, francuski prozaik, dramaturg, librecista (zm. 1898)
- 1837:
  - Josef Durm, niemiecki architekt (zm. 1919)
  - Leon Goldsobel, polski psychiatra pochodzenia żydowskiego (zm. 1925)
- 1838 – Margaret Knight, amerykańska wynalazczyni, bizneswoman (zm. 1914)
- 1844 – Maria Franciszka Rubatto, włoska zakonnica, błogosławiona (zm. 1904)
- 1847 – Walenty Dąbrowski, polski duchowny katolicki, kaszubski działacz społeczno-kulturalny i charytatywny (zm. 1931)
- 1848 – Benjamin Baillaud, francuski astronom (zm. 1934)
- 1850 – Karol Jonscher (starszy), polski lekarz, działacz społeczny (zm. 1907)
- 1851 – Walenty Dec, polski kompozytor, organista (zm. 1938)
- 1853 – Henry Twynam, angielski rugbysta (zm. 1899)
- 1855:
  - Ernst Julius Richard Ewald, niemiecki fizjolog (zm. 1921)
  - Wsiewołod Garszyn, rosyjski pisarz (zm. 1888)
- 1858 – Joseph Thomson, szkocki podróżnik (zm. 1895)
- 1859 – George Washington Gale Ferris Jr., amerykański inżynier (zm. 1896)
- 1860:
  - Helena Cichowicz, polska działaczka społeczno-kulturalna (zm. 1929)
  - Alfonsa Clerici, włoska zakonnica, błogosławiona (zm. 1930)
- 1862 – Agnes Pockels, niemiecka fizykochemik-samouk (zm. 1935)
- 1863 – Piotr Izwolski, rosyjski polityk (zm. 1928)
- 1864 – Robert E. Park, amerykański socjolog (zm. 1944)
- 1866 – William Townley, angielski piłkarz, trener (zm. 1950)
- 1868 – August Oetken, niemiecki malarz (zm. 1951)
- 1869:
  - Władysław Gumplowicz, polski publicysta, geograf, działacz socjalistyczny (zm. 1942)
  - Charles Thomson Rees Wilson, szkocki fizyk, laureat Nagrody Nobla (zm. 1959)
- 1872 – Aleksander (Paulus), estoński duchowny prawosławny, metropilita talliński i całej Estonii (zm. 1953)
- 1873 – Roman Ogryczak, polski działacz narodowy w Gdańsku (zm. 1939)
- 1876 – Heikki Klemetti, fiński kompozytor i dyrygent (zm. 1953)
- 1878:
  - Alfons Kühn, polski inżynier, polityk, minister komunikacji (zm. 1944)
  - Hans Ledwinka, czeski inżynier, konstruktor samochodów pochodzenia austriackiego (zm. 1967)
  - Wiktor Nogin, radziecki polityk (zm. 1924)
- 1879 – Kajetan Catanoso, włoski duchowny katolicki, święty (zm. 1963)
- 1881 – Walenty Foryś, polski działacz sportowy (zm. 1950)
- 1884:
  - Gabriel Poulain, francuski kolarz torowy (zm. 1953)
  - Gustaw Przychocki, polski filolog klasyczny (zm. 1947)
- 1886 – Daniel Ellison, amerykański polityk pochodzenia żydowskiego (zm. 1960)
- 1887:
  - Anton Faistauer, austriacki malarz (zm. 1930)
  - Axel Rydin, szwedzki żeglarz sportowy (zm. 1971)
- 1888:
  - Gyula Hefty, węgierski taternik, narciarz, pedagog (zm. 1957)
  - Sven Ohlsson, szwedzki piłkarz (zm. 1947)
  - Robert Erich Remak, niemiecki matematyk pochodzenia żydowskiego (zm. 1942)
- 1889:
  - Bartolomeo Costantini, włoski kierowca wyścigowy, pilot wojskowy, as myśliwski (zm. 1941)
  - Artemon (Jewstratow), rosyjski biskup prawosławny (zm. 1937)
- 1890:
  - Erich Fuchs, niemiecki malarz, rysownik (zm. 1983)
  - Norbert Goormaghtigh, belgijski patolog (zm. 1960)
- 1891:
  - Erich Engel, niemiecki reżyser filmowy (zm. 1966)
  - Józef Łohinowicz, polsko-białoruski działacz komunistyczny (zm. 1938)
- 1892:
  - Janusz Albrecht, polski pułkownik dyplomowany kawalerii (zm. 1941)
  - Piotr Baranowski, rosyjski architekt, konserwator zabytków (zm. 1984)
  - Maria Marevna, rosyjska malarka pochodzenia polskiego (zm. 1984)
  - Tadeusz Pełczyński, polski generał brygady (zm. 1985)
- 1894 – Jack Benny, amerykański aktor (zm. 1974)
- 1895 – Max Horkheimer, niemiecki filozof, socjolog (zm. 1973)
- 1896:
  - Edward Arthur Milne, brytyjski matematyk, astrofizyk, kosmolog (zm. 1950)
  - Kazimierz Wiśniowski, polski generał brygady (zm. 1964)
- 1898:
  - Władysław Szczekowski, polski podpułkownik (zm. 1944)
  - Fritz Zwicky, szwajcarski astronom (zm. 1974)
- 1899 – Stanisław Cikowski, polski piłkarz, ginekolog-położnik (zm. 1959)
- 1900:
  - Jessica Dragonette, amerykańska piosenkarka, osobowość radiowa (zm. 1980)
  - Józef Marcinkowski, polski starszy sierżant, żołnierz AK (zm. 1951)
- 1901:
  - Józef Fibich, polski robotnik rolny, szeregowiec (zm. ?)
  - Andriej Moskwin, rosyjski operator filmowy (zm. 1961)
- 1902:
  - Alexander Abusch, wschodnioniemiecki dziennikarz, publicysta, krytyk literacki, polityk (zm. 1982)
  - Ruben Awanesow, rosyjski rusycysta, fonetyk, dialektolog, wykładowca akademicki (zm. 1982)
  - Ion Călugăru, rumuński prozaik, dramaturg, publicysta, tłumacz pochodzenia żydowskiego (zm. 1956)
  - Herbert Grundmann, niemiecki historyk, wykładowca akademicki (zm. 1970)
  - Gieorgij Kurdiumow, rosyjski fizyk, metaloznawca, wykładowca akademicki (zm. 1996)
  - Thelma Ritter, amerykańska aktorka (zm. 1969)
  - Zofia, księżniczka luksemburska, księżna Saksonii (zm. 1942)
- 1903:
  - Stuart Erwin, amerykański aktor (zm. 1967)
  - Ksawery Grocholski, polski hrabia, żołnierz WiN (zm. 1947)
  - Bernard Leene, holenderski kolarz torowy (zm. 1988)
- 1904 – Niemir Bidziński, polski kapitan lotnictwa, cichociemny (zm. 1988)
- 1905:
  - Frank Hussey, amerykański lekkoatleta, sprinter (zm. 1974)
  - Siergiej Tichomirow, radziecki chemik, polityk (zm. 1982)
- 1906:
  - Nazim al-Kudsi, syryjski polityk, prezydent Syrii (zm. 1998)
  - Norbert Mueller, kanadyjski hokeista (zm. 1956)
  - Mikałaj Ułaszczyk, białoruski historyk, tłumacz, pisarz (zm. 1986)
- 1907:
  - Sven Andersson, szwedzki piłkarz, trener (zm. 1981)
  - Miklós Horthy (syn), węgierski polityk (zm. 1993)
  - Rudolf Šrámek-Hušek, czeski hydrobiolog (zm. 1962)
- 1908 – Boris Piotrowski, radziecki historyk, archeolog, egiptolog (zm. 1990)
- 1909:
  - Anna Milska, polska pisarka, tłumaczka, publicystka (zm. 1987)
  - Abraham Moses Klein, kanadyjski pisarz pochodzenia żydowskiego (zm. 1972)
- 1910:
  - Henryk Borowski, polski aktor (zm. 1991)
  - Frances Dade, amerykańska aktorka (zm. 1968)
  - Zbigniew Mitzner, polski felietonista, publicysta, dziennikarz (zm. 1968)
  - Eugeniusz Przysiecki, polski pilot sportowy, doświadczalny i wojskowy (zm. 1943)
  - Willard Schmidt, amerykański koszykarz (zm. 1965)
- 1911:
  - Rostysław Babijczuk, ukraiński polityk komunistyczny (zm. 2013)
  - Maurice Gatsonides, holenderski kierowca rajdowy, wynalazca (zm. 1998)
  - Willem Johan Kolff, holenderski lekarz, wynalazca (zm. 2009)
  - Zalman Suzajew, izraelski przedsiębiorca, działacz społeczny, polityk (zm. 1981)
  - Antoni Sym, polski podporucznik rezerwy pilot (zm. 1941)
- 1912:
  - Nikołaj Biriukow, rosyjski pisarz (zm. 1966)
  - Sigurd Evensmo, norweski pisarz, dziennikarz, publicysta (zm. 1978)
  - Kees van Iersel, holenderski reżyser filmowy (zm. 1998)
  - Nie Er, chiński kompozytor (zm. 1935)
  - Juan Pujol, hiszpański podwójny agent wywiadów niemieckiego i brytyjskiego (zm. 1988)
  - Tibor Sekelj, węgierski dziennikarz, pisarz, podróżnik, poliglota, esperantysta (zm. 1988)
- 1913:
  - Jimmy Hoffa, amerykański działacz związkowy (zag. 1975)
  - Andrzej Wołkowski, polski hokeista, trener (zm. 1995)
- 1914 – Norman Von Nida, australijski golfista (zm. 2007)
- 1915:
  - Chen Yonggui, chiński polityk komunistyczny (zm. 1986)
  - Costante Maltoni, włoski duchowny katolicki, arcybiskup, nuncjusz apostolski (zm. 1980)
  - Władysław Stopiński, polski kapitan (zm. 2010)
- 1916:
  - Masaki Kobayashi, japoński reżyser filmowy (zm. 1996)
  - Wawrzyniec Żuławski, polski taternik, ratownik górski, pisarz (zm. 1957)
- 1917:
  - Beqir Balluku, albański generał pułkownik, polityk (zm. 1975)
  - Herbert Hauptman, amerykański matematyk, chemik, laureat Nagrody Nobla (zm. 2011)
  - Józef Kornblum, polski pisarz, pamiętnikarz (zm. 2009)
  - Kazimierz Ostrowski, polski malarz, pedagog (zm. 1999)
- 1918:
  - Andrzej Benesz, polski działacz społeczny i żeglarski, polityk, wicemarszałek Sejmu PRL (zm. 1976)
  - Aleksander Wąsowicz, polski pilot wojskowy i doświadczalny (zm. 1963)
- 1919:
  - Stanisław Andrzejewski, polski radiotoksykolog (zm. 1983)
  - Zdzisław Wróblewski, polski dziennikarz, poeta, prozaik (zm. 1994)
- 1920:
  - Albert Barillé, francuski producent telewizyjny, scenarzysta, karykaturzysta (zm. 2009)
  - Józef Ryszka, polski poeta, żołnierz AK (zm. 1943)
- 1921:
  - Toma Arnăuțoiu, rumuński porucznik, uczestnik podziemia antykomunistycznego (zm. 1959)
  - Walter Brom, polski piłkarz, bramkarz (zm. 1968)
  - Kim Chang-hee, południowokoreański sztangista (zm. 1990)
- 1922:
  - Stanisław Abramowski, polski plutonowy, żołnierz AK, WiN i NSZ (zm. 1948)
  - Włodzimierz Piotrowski, polski poeta, prozaik, publicysta (zm. 1983)
- 1923:
  - Juan Acuña, hiszpański piłkarz, bramkarz (zm. 2001)
  - Aniela Mitan, polska wszechstronna lekkoatletka (zm. 1980)
- 1924:
  - Jindřich Roudný, czechosłowacki lekkoatleta, długodystansowiec (zm. 2015)
  - Helena Wolny, polska metodyk literatury i języka polskiego, wykładowczyni akademicka, poetka (zm. 2005)
- 1925:
  - Anna Ćwiakowska, polska pisarka pochodzenia żydowskiego (zm. 2022)
  - James Murdoch MacGregor, szkocki pisarz science fiction (zm. 2008)
- 1926:
  - Józef Chmiel, polski architekt (zm. 2013)
  - Alfred Körner, austriacki piłkarz (zm. 2020)
  - Maxwell Noronha, indyjski duchowny katolicki, biskup Kalikatu (zm. 2018)
  - Stanisława Platówna, polska autorka literatury dziecięcej i młodzieżowej (zm. 1975)
- 1927:
  - Victor Manuel Maldonado Barreno, ekwadorski duchowny katolicki, biskup pomocniczy Guayaquil (zm. 2025)
  - Lois Maxwell, kanadyjska aktorka (zm. 2007)
- 1928:
  - Władysław Basista, polski duchowny katolicki, pedagog, filolog, logopeda i działacz społeczny (zm. 2021)
  - Bruce Beaver, australijski poeta (zm. 2004)
  - Mark Eden, brytyjski aktor (zm. 2021)
  - Joakim Herbut, macedoński duchowny katolicki, biskup Skopje, egzarcha apostolski Macedońskiego Kościoła Greckokatolickiego (zm. 2005)
  - Siergiej Kapica, rosyjski fizyk (zm. 2012)
  - Jerzy Rosołowicz, polski malarz (zm. 1982)
- 1929:
  - Anatolij Bobrowski, rosyjski reżyser filmowy (zm. 2007)
  - Jerzy Kaczmarek, polski aktor (zm. 1995)
  - Roman Kłosowski, polski aktor (zm. 2018)
  - Walenty Maćkowiak, polski hodowca roślin  (zm. 2023)
  - Vic Morrow, amerykański aktor (zm. 1982)
  - Vangjush Zallëmi, albański dziennikarz, producent filmowy (zm. 1997)
- 1930:
  - Relja Bašić, chorwacki aktor (zm. 2017)
  - Jerzy Luciński, polski inżynier elektronik, profesor nauk technicznych (zm. 2025)
  - Harry Mathews, amerykański pisarz (zm. 2017)
  - Kazimierz Pustelak, polski śpiewak operowy (tenor) (zm. 2021)
  - Zbigniew Puzewicz, polski inżynier, wynalazca (zm. 2018)
- 1931:
  - Valeriu Bularca, rumuński zapaśnik (zm. 2017)
  - Stanko Lorger, słoweński lekkoatleta, płotkarz i sprinter (zm. 2014)
  - Karol Poznański, polski pedagog (zm. 2022)
  - Nílton de Sordi, brazylijski piłkarz (zm. 2013)
  - Tadeusz Szczepaniak, polski ekonomista, wykładowca akademicki (zm. 2018)
  - Julia Zabłocka, polska historyk, wykładowczyni akademicka (zm. 1993)
- 1932:
  - Harriet Andersson, szwedzka aktorka
  - József Csermák, węgierski lekkoatleta, młociarz (zm. 2001)
  - Alexander Kluge, niemiecki reżyser filmowy
- 1933:
  - Madhubala, indyjska aktorka (zm. 1969)
  - Míla Myslíková, czeska aktorka (zm. 2005)
  - Krystyna Rutkowska-Ulewicz, polska aktorka (zm. 2021)
- 1934:
  - Jimmy Cayne, amerykański przedsiębiorca, brydżysta (zm. 2021)
  - Florence Henderson, amerykańska aktorka, piosenkarka (zm. 2016)
  - Wojciech Obtułowicz, polski architekt, polityk (zm. 2011)
  - Nicolas Oikonomidès, kanadyjski historyk, bizantynolog, wykładowca akademicki pochodzenia greckiego (zm. 2000)
- 1935:
  - Christel Adelaar, holenderska aktorka, piosenkarka (zm. 2013)
  - Bohumil Kubát, czeski zapaśnik (zm. 2016)
  - Jan Pacławski, polski historyk literatury
  - Krystyna Sienkiewicz, polska aktorka, piosenkarka (zm. 2017)
  - Michael Wheeler, brytyjski lekkoatleta, sprinter (zm. 2020)
  - Grigore Vieru, mołdawski poeta (zm. 2009)
- 1936:
  - David Yonggi Cho, południowokoreański duchowny zielonoświątkowy, ewangelista, starszy pastor, założyciel Kościoła Pełnej Ewangelii Yoido (zm. 2021)
  - Kazimierz Dąbrowski, polski hokeista na trawie (zm. 2025)
  - Anna German, polska piosenkarka, kompozytorka, aktorka (zm. 1982)
  - Andrew Prine, amerykański aktor (zm. 2022)
  - Janina Suszczewska-Siwy, polska saneczkarka
  - Horacio Troche, urugwajski piłkarz, trener (zm. 2014)
- 1937:
  - Carlos Campos, chilijski piłkarz (zm. 2020)
  - John MacGregor, brytyjski polityk
  - Márta Rudas, węgierska lekkoatletka, oszczepniczka (zm. 2017)
- 1938:
  - Isidoro Díaz, meksykański piłkarz
  - Achim Müller, niemiecki chemik, wykładowca akademicki (zm. 2024)
- 1939:
  - Johanna Dohnal, austriacka polityk (zm. 2010)
  - Eugene Fama, amerykański ekonomista, laureat Nagrody Banku Szwecji im. Alfreda Nobla w dziedzinie ekonomii
  - Shukrullo Mirsaidov, uzbecki polityk komunistyczny (zm. 2012)
  - Stanisława Pawelec, polska nauczycielka, polityk, poseł na Sejm PRL (zm. 2020)
- 1940:
  - Lech Ciupa, polski polityk, poseł na Sejm PRL (zm. 2024)
  - Andrzej Werner, polski eseista, krytyk literacki
- 1941:
  - Aleksander Bentkowski, polski prawnik, polityk, minister sprawiedliwości i prokurator generalny, poseł na Sejm i senator RP, działacz sportowy
  - Sylvester Carmel Magro, maltański duchowny katolicki, posługujący w Libii, wikariusz apostolski Bengazi (zm. 2018)
  - Mao Yuanxin, chiński polityk
  - Lars Passgård, szwedzki aktor (zm. 2003)
  - Donna Shalala, amerykańska polityk, kongreswoman
  - Paul Tsongas, amerykański polityk, senator pochodzenia greckiego (zm. 1997)
  - Earl Young, amerykański lekkoatleta, sprinter
- 1942:
  - Michael Bloomberg, amerykański przedsiębiorca, polityk
  - Wali Jones, amerykański koszykarz
  - Sergio Méndez, salwadorski piłkarz (zm. 1976)
  - Pertti Purhonen, fiński bokser (zm. 2011)
  - Andrew Robinson, amerykański aktor
  - Ricardo Rodríguez, meksykański kierowca wyścigowy (zm. 1962)
  - Piotr Różański, polski aktor
  - Piotr Szczepanik, polski piosenkarz, gitarzysta, kompozytor, aktor (zm. 2020)
  - Jacek Zglinicki, polski trener piłki ręcznej (zm. 2004)
- 1943 – Maceo Parker, amerykański saksofonista
- 1944:
  - Joseph Suren Gomes, indyjski duchowny katolicki, salezjanin, biskup Krisznagar (zm. 2024)
  - Carl Bernstein, amerykański dziennikarz
  - Alan Parker, brytyjski reżyser, scenarzysta i producent filmowy, pisarz (zm. 2020)
  - Ronnie Peterson, szwedzki kierowca wyścigowy (zm. 1978)
- 1945:
  - Galina Bucharina, rosyjska lekkoatletka, sprinterka
  - Jan Adam II Liechtenstein, książę Liechtensteinu
  - Ladislao Mazurkiewicz, urugwajski piłkarz, bramkarz pochodzenia polskiego (zm. 2013)
  - Jiří Zedníček, czechosłowacki koszykarz
- 1946:
  - Bernard Dowiyogo, naurański polityk, prezydent Nauru (zm. 2003)
  - Krzysztof Gordon, polski aktor
  - Gregory Hines, amerykański aktor, wokalista, tancerz, choreograf (zm. 2003)
  - Piotr Kaczkowski, polski dziennikarz muzyczny
- 1947:
  - Majgull Axelsson, szwedzka pisarka, dziennikarka
  - Tim Buckley, amerykański muzyk, wokalista, autor tekstów, producent muzyczny (zm. 1975)
  - Janusz Jagucki, polski duchowny ewangelicki, biskup, zwierzchnik Kościoła Ewangelicko-Augsburskiego (zm. 2025)
  - Józef Grabek, polski polityk, poseł na Sejm RP (zm. 2017)
  - Judd Gregg, amerykański polityk, senator
  - Vartan Malakian, ormiański malarz, tancerz
  - Abdulxashim Mutalov, uzbecki polityk, premier Uzbekistanu
  - Phạm Tuân, wietnamski generał lotnictwa, kosmonauta
  - Heide Rosendahl, niemiecka lekkoatletka, skoczkini w dal i wieloboistka
- 1948:
  - Renata Basta, polska polityk, poseł na Sejm RP
  - Peter Dahl, duński piłkarz
  - Povilas Gylys, litewski ekonomista, polityk
  - Marek Łaniecki, polski chemik (zm. 2022)
- 1949:
  - Dirk Baert, belgijski kolarz torowy i szosowy
  - Zbigniew Matwiejew, polski szpadzista
  - Elżbieta Mazur, polsko-austriacka pianistka
  - Eimert van Middelkoop, holenderski polityk
  - Wiesław Surlit, polski piłkarz, trener
  - Steve Tisch, amerykański działacz sportowy, aktor, producent filmowy
- 1950:
  - Frank Collison, amerykański aktor
  - Phil Dent, australijski tenisista
  - Marek Minda, polski chirurg, polityk, senator RP (zm. 2021)
  - Cewi Rawner, izraelski dyplomata
- 1951:
  - Boško Abramović, serbski szachista, trener (zm. 2021)
  - Daniel Miller, brytyjski producent muzyczny
  - Kevin Keegan, angielski piłkarz, trener
  - Janusz Polański, polski pianista, pedagog (zm. 2011)
  - Philippe Pozzo di Borgo, francuski przedsiębiorca (zm. 2023)
  - Sylvain Sylvain, amerykański gitarzysta, członek zespołów New York Dolls i The Criminals (zm. 2021)
- 1952:
  - Hans Backe, szwedzki piłkarz, trener
  - Bożenna Bukiewicz, polska polityk, poseł na Sejm RP
  - Józef Frączek, polski nauczyciel, polityk, poseł na Sejm i senator RP
  - Dieter Gebhard, niemiecki bobsleista
  - Andrzej Kudelski, polski zapaśnik, trener
  - Sushma Swaraj, indyjska polityk (zm. 2019)
- 1953:
  - Grażyna Korin, polska aktorka
  - Hans Krankl, austriacki piłkarz, trener
  - Elżbieta Lizińczyk, polska siatkarka, trenerka
  - Siergiej Mironow, rosyjski polityk
  - Valero Rivera, hiszpański piłkarz ręczny, trener
  - Alina Świdowska, polska aktorka, śpiewaczka pochodzenia żydowskiego
  - José Vieira da Silva, portugalski polityk, ekonomista
- 1954:
  - Yūko Arakida, japońska siatkarka (zm. 2024)
  - Joanna Bartosz, polska gimnastyczka
  - Aleksiej Borowitin, rosyjski skoczek narciarski
  - Władimir Drinfeld, ukraiński matematyk pochodzenia żydowskiego
  - Per Christian Ellefsen, norweski aktor
  - Lenka Filipová, czeska piosenkarka, gitarzystka, autorka tekstów, kompozytorka
  - Vincent Lukáč, słowacki hokeista, trener, polityk
- 1955:
  - Ronald Desruelles, belgijski lekkoatleta, sprinter i skoczek w dal, przedsiębiorca (zm. 2015)
  - James Eckhouse amerykański aktor
  - Jan Hansen, norweski piłkarz
  - Margaret Knighton, nowozelandzka jeźdźczyni sportowa
  - Jeremy Lascelles, brytyjski lekkoatleta, perkusista
  - Włodzimierz Szczęsny, polski podróżnik, wspinacz, żeglarz (zm. 2008)
  - Mitsuhisa Taguchi, japoński piłkarz (zm. 2019)
  - Piotr Woroniec, polski rzeźbiarz
- 1956:
  - Krzysztof Adamczyk, polski piłkarz, trener
  - Reinhold Hintermaier, austriacki piłkarz
  - Dzintars Jaundžeikars, łotewski przedsiębiorca, polityk, minister spraw wewnętrznych (zm. 2022)
  - David Johnston, australijski polityk
  - Tichon (Niedosiekin), rosyjski biskup prawosławny
- 1957:
  - Andrzej Kaleta, polski duchowny katolicki, biskup pomocniczy kielecki
  - Wojciech Nowak, polski scenarzysta, reżyser filmowy i teatralny
- 1958:
  - Symbat Lyputian, ormiański szachista, trener
  - Ingo Voge, niemiecki bobsleista
- 1959:
  - Renée Fleming, amerykańska śpiewaczka operowa (sopran) i jazzowa
  - Nicholas Hudson, brytyjski duchowny katolicki, biskup pomocniczy Westminsteru
  - Matthias Hues, niemiecki zawodnik sztuk walki, aktor, scenarzysta i producent filmowy
  - Marek Model, polski malarz, rysownik, pedagog (zm. 2020)
  - Russell Osman, angielski piłkarz, trener
- 1960:
  - Kaja Bień, polska aktorka
  - Walt Poddubny, kanadyjski hokeista, trener pochodzenia ukraińskiego (zm. 2009)
  - Jocelyn Pook, brytyjska kompozytorka, muzyk
  - Meg Tilly, amerykańska aktorka pochodzenia chińsko-kanadyjskiego
  - Michał Zaborowski, polski malarz
- 1961:
  - J. Gresham Barrett, amerykański polityk
  - Wałerij Horodow, ukraiński piłkarz, bramkarz, trener
  - Grzegorz Schreiber, polski polityk, marszałek województwa łódzkiego, poseł na Sejm RP
  - Brian Slagel, amerykański wydawca muzyczny
  - D’wayne Wiggins, amerykański wokalista, gitarzysta, członek zespołu Tony! Toni! Toné!, producent muzyczny (zm. 2025)
- 1962:
  - Josef Hader, austriacki komik, aktor, scenarzysta filmowy, pisarz
  - Sabina Nowosielska, polska działaczka samorządowa, prezydent Kędzierzyna-Koźla
  - Gerhard Roese, niemiecki historyk sztuki, rzeźbiarz, architekt
  - Angela Schanelec, niemiecka aktorka, reżyserka i scenarzystka filmowa
- 1963:
  - Teodor Baconschi, rumuński polityk, dyplomata
  - Enrico Colantoni, kanadyjski aktor
  - Harald Czudaj, niemiecki bobsleista
  - Walenty Korycki, polski samorządowiec, wicemarszałek województwa podlaskiego
- 1964:
  - Gianni Bugno, włoski kolarz szosowy
  - Zach Galligan, amerykański aktor
  - Hideyuki Matsui, japoński kolarz torowy
  - Sigrid Wolf, austriacka narciarka alpejska
- 1965:
  - Donald DeGrood, amerykański duchowny katolicki, biskup Sioux Falls
  - Masud Ghanajim, izraelski historyk, polityk pochodzenia arabskiego
  - Mental Theo, holenderski didżej, producent muzyczny
- 1966:
  - Taco van den Honert, holenderski hokeista na trawie
  - Alex Scarrow, brytyjski pisarz
  - Petr Svoboda, czeski hokeista
- 1967:
  - Sławomir Federowicz, polski aktor
  - Calle Johansson, szwedzki hokeista, trener
  - Manuela Maleewa, bułgarska tenisistka
  - Jonathan Ridgeon, brytyjski lekkoatleta, płotkarz
  - Mark Rutte, holenderski polityk, premier Holandii
  - Ernie Tapai, australijski piłkarz
- 1968:
  - Gheorghe Craioveanu, rumuński piłkarz
  - Ľubomír Galko, słowacki polityk
  - Alejandra de la Guerra, peruwiańska siatkarka
  - Raúl González Triana, kubański trener piłkarski
  - Robert Nowaczyk, polski prawnik, adwokat (zm. 2023)
  - Scott Sharp, amerykański kierowca wyścigowy
- 1969:
  - Adriana Behar, brazylijska siatkarka plażowa pochodzenia żydowskiego
  - Valentin Dimoc, filipiński duchowny katolicki, wikariusz apostolski Bontoc-Lagawe
- 1970:
  - Giuseppe Guerini, włoski kolarz szosowy
  - Geir Helgemo, norweski brydżysta
  - Simon Pegg, brytyjski aktor
  - Iwo Rynkiewicz, polski malarz, rzeźbiarz
  - Iwona Szewczyk, polska zakonnica, malarka
  - Elaine Youngs, amerykańska siatkarka
- 1971:
  - Jacek Cholewiński, polski dziennikarz i prezenter telewizyjny
  - Tommy Dreamer, amerykański wrestler
  - Nelson Frazier Jr., amerykański wrestler (zm. 2014)
  - Du’aine Ladejo, brytyjski lekkoatleta, czterystumetrowiec, celebryta pochodzenia nigeryjskiego
  - Frédéric Lancien, francuski kolarz torowy
  - Gheorghe Mureșan, rumuński koszykarz
  - Anastasia Nabokina, rosyjska tancerka
  - Noriko Sakai, japońska aktorka, piosenkarka
  - Tomasz Szmidt, polski hokeista na trawie
- 1972:
  - Najwa Nimri, hiszpańska aktorka, piosenkarka, kompozytorka
  - T.J. Storm, amerykański aktor
  - Rob Thomas, amerykański muzyk, członek zespołu Matchbox Twenty
- 1973:
  - Izabella Bukowska, polska aktorka
  - Tyus Edney, amerykański koszykarz
  - Aliki Lamari, grecka lekkoatletka, tyczkarka
  - Ana Lilia Rivera, meksykańska polityk
  - Yuka Satō, japońska łyżwiarka figurowa
  - Siergiej Tiwiakow, białoruski szachista
  - Beata Walczak, polska judoczka
- 1974:
  - Antti Kaikkonen, fiński samorządowiec, polityk
  - Philippe Léonard, belgijski piłkarz
  - Liao Fan, chiński aktor
  - Ołeksandr Symonenko, ukraiński kolarz torowy
  - Valentina Vezzali, włoska florecistka, polityk
- 1975:
  - Hassen Bejaoui, tunezyjski piłkarz, bramkarz
  - Claudia Blasberg, niemiecka wioślarka
  - Leandro Fonseca, brazylijski piłkarz
  - Mirka Francia Vasconcelos, kubańska siatkarka
  - Nika Gilauri, gruziński polityk, premier Gruzji
  - Xavier Girard, francuski narciarz, specjalista kombinacji norweskiej
  - Joanna Janikowska-Samojłowicz, polska modelka, fotomodelka, aktorka, prezenterka telewizyjna
  - Wiktor Kozłow, rosyjski hokeista
  - Esko Mikkola, fiński lekkoatleta, oszczepnik
  - Didzis Šmits, łotewski działacz gospodarczy, polityk
  - Tomasz Tyndyk, polski aktor, fotograf
  - Xie Hui, chiński piłkarz
- 1976:
  - Thabet Al Mekko, iracki duchowny chaldejski, biskup Alkusz (zm. 2025)
  - Rafał Brauer, polski basista, gitarzysta, kompozytor, członek zespołów: Behemoth, Blindead, Hefeystos, Thy Disease, Immemorial, Psychollywood, Crionics i Pigface Beauty
  - Anna Budzanowska, polska urzędniczka państwowa
  - Frank Dehne, niemiecki siatkarz
  - Milan Hejduk, czeski hokeista
  - Liv Kristine, norweska wokalistka, członkini zespołów: Theatre of Tragedy i Leaves’ Eyes
  - Erica Leerhsen, amerykańska aktorka
  - Rie Rasmussen, duńska aktorka, modelka, reżyserka filmowa, fotografka
  - Jens Arne Svartedal, norweski biegacz narciarski
  - Monika Wołowiec, polska skeletonistka
- 1977:
  - Darren Bennett, brytyjski tancerz
  - Itziar Castro, hiszpańska aktorka (zm. 2023)
  - Cadel Evans, australijski kolarz szosowy i górski
  - Artūras Fomenka, litewski piłkarz
  - Marcin Górny, polski klawiszowiec, realizator dźwięku, producent muzyczny, członek zespołu Poluzjanci
  - François Perrodo, francuski przedsiębiorca, kierowca wyścigowy
- 1978:
  - Javier Colombo, argentyński kolarz BMX
  - Tim Don, brytyjski triathlonista
  - Danai Gurira, amerykańska aktorka pochodzenia zimbabweńskiego
  - Rip Hamilton, amerykański koszykarz
  - Vegar Larsen, norweski perkusista, członek zespołów: Keep of Kalessin, Subliritum, From the Vastland i Gorgoroth
  - Darius Songaila, litewski koszykarz
  - Silvija Talaja, chorwacka tenisistka
- 1979:
  - Alexander Castro, kostarykański piłkarz
  - Przemysław Krysztofiak, polski polityk, politolog, poseł na Sejm RP
  - Łukasz Kurowski, polski podporucznik (zm. 2007)
  - Spider Loc, amerykański raper
  - Wesley Moodie, południowoafrykański tenisista
  - Jocelyn Quivrin, francuski aktor (zm. 2009)
- 1980:
  - Magdalena Bielska, polska pisarka, poetka
  - Joonas Kylmäkorpi, fiński żużlowiec
  - César Navas, hiszpański piłkarz
  - Emily Oster, amerykańska ekonomistka, wykładowczyni akademicka
  - Nicholas Santos, brazylijski pływak
  - Sayaka Yamaguchi, japońska aktorka
- 1981:
  - Juha Aho, fiński siatkarz
  - Matteo Brighi, włoski piłkarz
  - Gamaliel Díaz, meksykański bokser
  - Maksim Jakucenia, rosyjski hokeista
  - Josef Jindřišek, czeski piłkarz
  - Kara Lawson, amerykańska koszykarka, trenerka, komentatorka
  - Chalid Muszir, iracki piłkarz narodowości kurdyjskiej
  - Randy de Puniet, francuski motocyklista wyścigowy
  - Ruben Spachuk, portugalski rugbysta
- 1982:
  - Irina Dubcowa, rosyjska piosenkarka, kompozytorka, poetka
  - Marián Gáborík, słowacki hokeista
  - Stephen Kasprzyk, amerykański wioślarz pochodzenia polskiego
  - Amer Sabah, jordański piłkarz, bramkarz
  - Rusłan Zajnullin, rosyjski hokeista
- 1983:
  - Chiara Arcangeli, włoska siatkarka
  - Sada Jacobson, amerykańska szablistka
  - Nikola Kovačević, serbski siatkarz
  - Agnieszka Krawczuk, polska lekkoatletka, miotaczka
  - Julia Ling, amerykańska aktorka
  - Eric Nystrom, amerykański hokeista
  - Bacary Sagna, francuski piłkarz pochodzenia senegalskiego
  - Takayuki Tanii, japoński lekkoatleta, chodziarz
- 1984:
  - Matt Barr, amerykański aktor
  - Kanatbek Begalijew, kirgiski zapaśnik
  - Turgay Doğan, turecki siatkarz
  - Rémi Gomis, senegalski piłkarz
  - Nikita Gorbunow, turkmeński piłkarz, bramkarz
  - Atilla Güzel, turecki zapaśnik
  - Stephanie Leonidas, brytyjska aktorka pochodzenia cypryjskiego
  - Edelfa Chiara Masciotta, włoska modelka, osobowość telewizyjna, zwyciężczyni konkursów piękności
  - Bernice Mosby, amerykańska koszykarka
  - Hamed Namouchi, tunezyjski piłkarz
  - Marcin Pochwała, polski kajakarz górski
  - Tim Veldt, holenderski kolarz torowy
- 1985:
  - Karima Adebibe, brytyjska modelka
  - Havana Brown, australijska piosenkarka, tancerka
  - Tyler Clippard, amerykański baseballista
  - Laura Samojłowicz, polska aktorka
  - Philippe Senderos, szwajcarski piłkarz
  - Storm Uru, nowozelandzki wioślarz
  - Aleksandr Wołkow, rosyjski siatkarz
- 1986:
  - Jan Bakelants, belgijski kolarz szosowy
  - Mirjana Bergendorff, serbska siatkarka
  - Dienis Bojcow, rosyjski bokser
  - Aleksandra Butwina, rosyjska lekkoatletka, wieloboistka
  - Michael Færk Christensen, duński kolarz torowy i szosowy
  - Marina Cvetanović, słoweńska siatkarka
  - Gao Lin, chiński piłkarz
  - Kang Min-soo, południowokoreański piłkarz
  - Tiffany Thornton, amerykańska aktorka, piosenkarka
  - Aschwin Wildeboer, hiszpański pływak pochodzenia holenderskiego
- 1987:
  - Edinson Cavani, urugwajski piłkarz
  - Julija Sawiczewa, rosyjska piosenkarka
  - Candice Wiggins, amerykańska koszykarka
  - Ilja Zubow, rosyjski hokeista
- 1988:
  - Ángel Di María, argentyński piłkarz
  - Ruwen Filus, niemiecki tenisista stołowy
  - Andrew Hulshult, amerykański kompozytor
  - Jamie Jones, walijski snookerzysta
  - Alena Kapiec, białoruska lekkoatletka, kulomiotka
  - Jewgienij Korolow, rosyjski tenisista
  - Quentin Mosimann, szwajcarski didżej, producent muzyczny
  - Alexandra Mueller, amerykańska tenisistka
  - Eliska Sursova, amerykańska aktorka pochodzenia rosyjsko-brazylijskiego
  - Adam Tuchajew, ukraiński szachista
  - Hassan Wasswa, ugandyjski piłkarz
- 1989:
  - Priscilla Frederick, lekkoatletka z Antigui i Barbudy, skoczkini wzwyż
  - Lee Kyu-won, południowokoreański judoka
  - Adam Matuszczyk, polski piłkarz
  - Byron Mullens, amerykańsko-brytyjski koszykarz
  - Jurij Tepeš, słoweński skoczek narciarski
- 1990:
  - Sascha Benecken, niemiecki saneczkarz
  - Rudy Cardozo, boliwijski piłkarz
  - Brett Dier, kanadyjski aktor
  - Latinka Dušanić, serbska koszykarka
  - Olga Frąckowiak, polska lekkoatletka, tyczkarka
  - Gabrielle Scollay, australijska aktorka
  - Anna Szyszka, polska lekkoatletka, biegaczka długodystansowa
- 1991:
  - Erkin Adyłbek uułu, kirgiski bokser
  - Orlando Berrío, kolumbijski piłkarz
  - Andrius Gudžius, litewski lekkoatleta, dyskobol
  - Anna Kiesenhofer, austriacka kolarka szosowa
  - Kirill Kurenko, estoński piłkarz, trener
  - Guillaume Van Keirsbulck, belgijski kolarz szosowy
- 1992:
  - Fernanda Brito, chilijska tenisistka
  - Christian Eriksen, duński piłkarz
  - Freddie Highmore, brytyjski aktor
  - Ricardo Lucarelli, brazylijski siatkarz
  - Petr Mrázek, czeski hokeista, bramkarz
- 1993:
  - Nicolás Castillo, chilijski piłkarz
  - Deng Wei, chińska sztangistka
  - Jusef Ghaderijan, irański zapaśnik
  - Shane Harper, amerykański aktor, tancerz, piosenkarz
  - Wiaczesław Krotow, rosyjski piłkarz
  - Darja Namok, rosyjska koszykarka
  - Jefferson Orejuela, ekwadorski piłkarz
  - Michael Pérez, meksykański piłkarz
  - Richard Strebinger, austriacki piłkarz, bramkarz
- 1994:
  - Paul Butcher, amerykański aktor, piosenkarz
  - Allie Grant, amerykańska aktorka
  - Terence Kongolo, holenderski piłkarz pochodzenia kongijskiego
  - Rodney Purvis, amerykański koszykarz
- 1995:
  - Charlotte Bonnet, francuska pływaczka
  - Anatolij Gołyszew, rosyjski hokeista
  - Izabella Krzan, polska modelka, prezenterka telewizyjna, zdobywczyni tytułu Miss Polonia
- 1996:
  - Nikolaj Ehlers, duński hokeista
  - Nicole Hein, peruwiańska lekkoatletka, tyczkarka, gimnastyczka
  - Lucas Hernández, francuski piłkarz pochodzenia hiszpańskiego
  - Mateusz Jopek, polski lekkoatleta, skoczek w dal
  - Wiktor Kowałenko, ukraiński piłkarz
- 1997:
  - Arman Adamian, rosyjski judoka
  - Kennedy Burke, amerykańska koszykarka
  - Jeremy Ebobisse, amerykański piłkarz
  - Breel Embolo, szwajcarski piłkarz pochodzenia kameruńskiego
  - Madison Iseman, amerykańska aktorka
  - Braxton Key, amerykański koszykarz
  - Eugene Omoruyi, nigeryjsko-kanadyjski koszykarz
- 1998:
  - Ammar Al-Rushaidi, omański piłkarz, bramkarz
  - Sander Berge, norweski piłkarz
  - Darja Kurilczuk, rosyjska koszykarka
  - Anna Lalik, polska snowboardzistka
- 1999:
  - Tyler Adams, amerykański piłkarz
  - Antonina Skorobogatczenko, rosyjska piłkarka ręczna
- 2000:
  - Wiktoria Chołuj, polska zapaśniczka
  - Andrea Koewska, macedońska piosenkarka
  - Léo Leroy, francuski piłkarz
  - Matteo Lovato, włoski piłkarz
  - Toby Miller, amerykański snowboardzista
  - Melvin Sitti, francuski piłkarz pochodzenia togijskiego
  - Elizabet Tursynbajewa, kazachska łyżwiarka figurowa, skrzypaczka
- 2001:
  - Eid Al-Muwallad, saudyjski piłkarz
  - Giorgi Goczoleiszwili, gruziński piłkarz
  - Mauricio Lovera, argentyński zapaśnik
  - Rodrigo Villagra, argentyński piłkarz
  - Ibrohimxalil Yoʻldoshev, uzbecki piłkarz
- 2002:
  - Olimpia Breza, polska lekkoatletka, biegaczka długodystansowa
  - Luciano Darderi, włoski tenisista
  - Rovien Ostiana, arubański piłkarz
- 2003:
  - Mary Fowler, australijska piłkarka
  - Madeline Schizas, kanadyjska łyżwiarka figurowa pochodzenia grecko-indyjskiego
- 2004 – Alicja Klasik, polska szpadzistka
- 2005:
  - Jaden Eikermann, niemiecki skoczek do wody
  - Sergio Palacios, kolumbijski piłkarz
  - Maýsa Pardaýewa, turkmeńska judoczka
  - Ella Seidel, niemiecka tenisistka
- 2006 – Keny Arroyo, ekwadorski piłkarz

## Zmarli
- 269 – Święty Walenty, biskup Terni, męczennik (ur. ?)
- 869 – Cyryl, grecki misjonarz, święty (ur. ok. 826)
- 1117 – Bertrada de Montfort, królowa Francji (ur. ok. 1070)
- 1140 – Sobiesław I Przemyślida, książę Czech (ur. po 1065)
- 1295 – Rudolf II, margrabia Badenii (ur. ?)
- 1317 – Małgorzata Francuska, królowa Anglii (ur. 1275)
- 1393 – Elżbieta Pomorska, cesarzowa Niemiec (ur. 1347)
- 1400 – Ryszard II, król Anglii (ur. 1367)
- 1452 – Konrad VII Biały, książę oleśnicki (ur. ok. 1390)
- 1454 – Maria, księżniczka mazowiecka, księżna słupska i stargardzka (ur. ?)
- 1509 – Dymitr Iwanowicz, rosyjski następca tronu, kniaź twerski (ur. 1483)
- 1560 – Filip I, książę pomorski, szczeciński i wołogoski (ur. 1515)
- 1573 – Ján Silván, słowacki poeta, muzyk (ur. 1493)
- 1603 – Alfonso Gesualdo, włoski duchowny katolicki, arcybiskup Neapolu, kardynał (ur. 1540)
- 1613 – Jan Chrzciciel od Poczęcia, hiszpański zakonnik, reformator zakonu trynitarzy, święty (ur. 1561)
- 1618 – Paolo Emilio Sfondrati, włoski duchowny katolicki, biskup Cremony, kardynał (ur. 1560)
- 1621 – Henryk de Saint-Rémy, francuski arystokrata (ur. 1557)
- 1645 – François de La Rochefoucauld, francuski duchowny katolicki, biskup Clermont-Ferrand i Senlis, kardynał (ur. 1558)
- 1673 – Carlo Roberti, włoski kardynał, nuncjusz apostolski (ur. 1605)
- 1676 – Abraham Bosse, francuski grawer, malarz, teoretyk sztuki (ur. 1604)
- 1688 – Ahasver von Lehndorff, pruski arystokrata, dowódca wojskowy (ur. 1637)
- 1695 – Georg von Derfflinger, brandenburski feldmarszałek (ur. 1606)
- 1714 – Maria Ludwika Sabaudzka, królowa Hiszpanii (ur. 1688)
- 1718 – Wilhelm Henryk, książę Nassau-Usingen (ur. 1684)
- 1728 – Sylwester (Czetwertyński), prawosławny biskup mścisławski, mohylewski i orszański (ur. ?)
- 1737 – Charles Talbot, brytyjski arystokrata, prawnik, polityk (ur. 1685)
- 1744 – John Hadley, brytyjski wynalazca (ur. 1682)
- 1750 – Carl Friedrich Pöppelmann, niemiecki architekt (ur. 1697)
- 1779 – James Cook, brytyjski kapitan, żeglarz, odkrywca (ur. 1728)
- 1780 – William Blackstone, brytyjski prawnik, sędzia (ur. 1723)
- 1782 – Singu Min, król Birmy (ur. 1756)
- 1790:
  - Capel Bond, brytyjski kompozytor (ur. 1730)
  - Józef Pracker, śląski rzeźbiarz (ur. 1730)
- 1791 – Franciszek Salezy Jezierski, polski pisarz, publicysta polityczny (ur. 1740)
- 1799 – Luis Paret, hiszpański malarz (ur. 1746)
- 1805 – Jan Nepomucen Zboiński, polski szlachcic, polityk (ur. ok. 1753)
- 1808:
  - Izabella Branicka, polska szlachcianka (ur. ok. 1730)
  - John Dickinson, amerykański polityk (ur. 1732)
- 1814 – Jean-Baptiste Dominique Rusca, francuski generał, lekarz (ur. 1759)
- 1817 – Onufry Kopczyński, polski duchowny katolicki, pedagog (ur. 1735)
- 1820 – Karol Ferdynand, książę de Berry (ur. 1778)
- 1821 – Petru Maior, rumuński duchowny i teolog greckokatolicki, historyk, filolog, ideolog narodowy (ur. 1756)
- 1826 – Johannes Daniel Falk, niemiecki teolog luterański, pisarz, filantrop (ur. 1768)
- 1830 – John Coape Sherbrooke, brytyjski wojskowy, administrator kolonialny (ur. 1764)
- 1831:
  - Vicente Guerrero, meksykański generał, polityk, prezydent Meksyku (ur. 1782)
  - Henry Maudslay, brytyjski inżynier, wynalazca, przemysłowiec (ur. 1771)
- 1857 – Johannes Bernardus van Bree, holenderski kompozytor, dyrygent, skrzypek (ur. 1801)
- 1871 – Alexander von Mensdorff-Pouilly, austriacki polityk (ur. 1813)
- 1875 – Jacenty Sachowicz, polski malarz, konserwator obrazów (ur. 1813)
- 1882 – August Barbier, francuski poeta, dramaturg (ur. 1805)
- 1883 – Edwin D. Morgan, amerykański polityk (ur. 1811)
- 1885 – Benjamin Hotchkiss, amerykański konstruktor i producent uzbrojenia (ur. 1826)
- 1891 – William Sherman, amerykański generał, polityk (ur. 1820)
- 1894 – Eugène Charles Catalan, belgijski matematyk (ur. 1814)
- 1901:
  - Julian Maszyński, polski malarz, ilustrator (ur. 1847)
  - Edward Stafford, nowozelandzki polityk, premier Nowej Zelandii (ur. 1819)
- 1902 – Eduard Wex, niemiecki inżynier budowlany, menadżer kolejowy (ur. 1827)
- 1903 – Elżbieta Franciszka Maria, arcyksiężniczka austriacka, księżniczka czeska i węgierska (ur. 1831)
- 1904:
  - Charles Emerson Beecher, amerykański paleontolog (ur. 1856)
  - Magnus Blix, szwedzki fizjolog (ur. 1849)
- 1909 – Emil von Förster, austriacki architekt (ur. 1838)
- 1910:
  - Eugène Bure, francuski dyplomata (ur. 1843)
  - Giovanni Passannante, włoski anarchista, zamachowiec (ur. 1849)
- 1912 – Mathurin Moreau, francuski rzeźbiarz (ur. 1822)
- 1914 – Augustus Octavius Bacon, amerykański polityk (ur. 1839)
- 1916 – Stanisław Słonimski, polski lekarz, aforysta pochodzenia żydowskiego (ur. 1853)
- 1917:
  - Franciszek Czerny-Schwarzenberg, polski historyk, geograf (ur. 1847)
  - Wandalin Strzałecki, polski malarz (ur. 1855)
- 1919:
  - Wiktor Gomulicki, polski poeta, prozaik, eseista, publicysta (ur. 1848)
  - Iwan Sikorski, rosyjski psychiatra, wykładowca akademicki (ur. 1842)
- 1920 – Konstantin Mamontow, rosyjski generał lejtnant (ur. 1869)
- 1921 – Aniela Szycówna, polska pedagog, psycholog, publicystka (ur. 1869)
- 1922:
  - Józef Guranowski, polski malarz, dekorator teatralny (ur. 1852)
  - Zofia Kossuth-Lorecowa, polska graficzka, projektantka kilimów (ur. 1890)
- 1923 – Bartolomeo Bacilieri, włoski duchowny katolicki, biskup Werony, kardynał (ur. 1842)
- 1924 – James McCoy, polityk z Pitcairn (ur. 1845)
- 1925:
  - Giuseppe Donati, włoski wynalazca (ur. 1836)
  - Amédée Galzin, francuski weterynarz, mykolog (ur. 1853)
- 1926 – Joan Baptista Benlloch i Vivó, hiszpański duchowny katolicki, biskup La Seu d’Urgell i współksiążę episkopalny Andory, arcybiskup Burgos, kardynał (ur. 1864)
- 1927:
  - Karol de Beaurain, polski psychiatra, psychoanalityk (ur. 1867)
  - Leonardo Bianchi, włoski neurolog, psychiatra, neuropatolog, polityk (ur. 1848)
- 1929 – Tom Burke, amerykański lekkoatleta, sprinter (ur. 1875)
- 1930:
  - Alfonsa Clerici, włoska zakonnica, błogosławiona (ur. 1860)
  - Libero Ferrario, włoski kolarz szosowy (ur. 1901)
  - Thomas Mackenzie, nowozelandzki podróżnik, polityk, dyplomata, premier Nowej Zelandii (ur. 1853)
- 1931 – Laming Worthington-Evans, brytyjski arystokrata, polityk (ur. 1868)
- 1932 – Józef Rączka, polski sierżant pilot (ur. 1897)
- 1933 – Carl Correns, niemiecki botanik, genetyk, wykładowca akademicki (ur. 1864)
- 1935 – Wiaczesław Budzynowski, ukraiński dziennikarz, publicysta, polityk (ur. 1868)
- 1936:
  - Aleksandr Guczkow, rosyjski polityk, emigrant (ur. 1862)
  - Hans Hartig, niemiecki malarz, rysownik, grafik (ur. 1873)
- 1937:
  - Franz Böckli, szwajcarski strzelec sportowy (ur. 1858)
  - Józef Korzonek, polski działacz narodowy, powstaniec śląski (ur. 1887)
  - Erkki Melartin, fiński kompozytor (ur. 1875)
  - Wincenty Vilar David, hiszpański inżynier, działacz społeczny, męczennik, błogosławiony (ur. 1889)
- 1939:
  - Charles Richard Crane, amerykański przemysłowiec, kolekcjoner dzieł sztuki (ur. 1858)
  - Paweł Dehnel, polski działacz socjalistyczny i niepodległościowy, konspirator (ur. 1868)
  - Clare Greet, brytyjska aktorka (ur. 1870)
- 1940:
  - Zelman Pasow, radziecki funkcjonariusz służb specjalnych (ur. 1905)
  - Elsbeth Schragmüller, niemiecki agentka wywiadu (ur. 1887)
- 1941:
  - Alfred Apfel, niemiecki prawnik, adwokat (ur. 1882)
  - Alfons Mańkowski, polski duchowny katolicki, historyk Kościoła (ur. 1870)
  - Andreas Stadler, austriacki sztangista (ur. 1896)
- 1942:
  - Glover Morrill Allen, amerykański zoolog, ornitolog, muzealnik (ur. 1879)
  - Edgar Chadwick, angielski piłkarz, trener (ur. 1869)
  - Mirosław Ferić, polski pilot wojskowy, as myśliwski pochodzenia chorwackiego (ur. 1915)
  - Matwiej Kuźmin, rosyjski chłop, bohater wojenny (ur. 1858)
  - Józef Paczoski, polski botanik, wykładowca akademicki (ur. 1864)
  - Stefan Traczewski, polski ziemianin, prawnik, polityk, poseł na Sejm RP (ur. 1898)
- 1943:
  - Ernst Ahl, niemiecki zoolog, ichtiolog, herpetolog, działacz nazistowski (ur. 1898)
  - Antoni Alexandrowicz, polski major pilot (ur. 1906)
  - Roman Bogucki, polski działacz komunistyczny, oficer GL (ur. 1904)
  - Oscar Friede, amerykański przeciągacz liny (ur. 1881)
  - Dora Gerson, niemiecka aktorka pochodzenia żydowskiego (ur. 1899)
  - Alice Henry, australijska dziennikarka, feministka (ur. 1857)
  - David Hilbert, niemiecki matematyk, wykładowca akademicki (ur. 1862)
  - Cezar Kunikow, radziecki major (ur. 1909)
  - Aleksander Meysztowicz, polski ziemianin, polityk, minister sprawiedliwości i naczelny prokurator (ur. 1864)
  - Joseph Anton Schneiderfranken, niemiecki malarz, pisarz (ur. 1870)
  - Joachim Stobbe, niemiecki astronom (ur. 1900)
  - Wincenta Tarnawska, polska działaczka społeczna (ur. 1854)
- 1944:
  - Natalia Hiszpańska, polska harcmistrzyni, podporucznik (ur. 1904)
  - Giovanni Girolamo Romei Longhena, włoski arystokrata, generał (ur. 1865)
- 1945:
  - Rūdolfs Ciemiņš, łotewski podpułkownik, prefekt Dyneburga (ur. 1897)
  - Georg Kelling, niemiecki chirurg (ur. 1866)
  - Jerzy Kurek, polski starszy sierżant (ur. 1923)
  - Emil Łazoryk, polski budowniczy dróg i mostów, architekt, wykładowca akademicki (ur. 1897)
  - Otakar Štáfl, czeski taternik, malarz, grafik, ilustrator (ur. 1884)
  - Vlasta Štáflová, czeska taterniczka, publicystka, pisarka (ur. 1907)
- 1946:
  - Johannes Franziskus Klomp, niemiecki architekt pochodzenia holenderskiego (ur. 1846)
  - Roman Merzowicz-Mirza, polski malarz, pedagog (ur. 1888)
- 1949:
  - Jusuf Salman Jusuf, iracki polityk komunistyczny (ur. 1901)
  - Joanna Żnińska, polska działaczka społeczna i plebiscytowa (ur. 1871)
- 1950 – Karl Guthe Jansky, amerykański inżynier, technik, pionier radioastronomii (ur. 1905)
- 1952:
  - Bronisława Marchlewska, polska bakteriolog, działaczka socjaldemokratyczna i komunistyczna (ur. 1866)
  - Maurice De Waele, belgijski kolarz szosowy (ur. 1896)
- 1954:
  - Henri Laurent, francuski szpadzista (ur. 1881)
  - Janusz Miketta, polski muzykolog, pedagog (ur. 1890)
- 1955 – René Darbois, francuski pilot wojskowy (ur. 1923)
- 1956:
  - Walter Cowan, brytyjski admirał (ur. 1856)
  - Carlos Enrique Díaz Sáenz Valiente, argentyński strzelec sportowy (ur. 1917)
  - Anton Funk, niemiecki historyk, pedagog (ur. 1867)
- 1957:
  - Wilhelm Doms, niemiecki malarz, grafik (ur. 1868)
  - Robert Vansittart, brytyjski dyplomata, polityk (ur. 1881)
- 1959 – Jerzy Barański, polski działacz ludowy, polityk, senator i wicemarszałek Senatu RP (ur. 1884)
- 1960 – Masatomi Kimura, japoński kontradmirał (ur. 1891)
- 1961 – Natalia Batowska, polska historyk sztuki, anglistka (ur. 1894)
- 1962:
  - Stefan Miler, polski legionista, pedagog, założyciel zamojskiego ogrodu zoologicznego (ur. 1888)
  - Karel Pokorný, czeski rzeźbiarz, pedagog (ur. 1891)
- 1964 – William Ormsby-Gore, brytyjski arystokrata, polityk (ur. 1885)
- 1965 – Eliezer Greenberg, izraelski malarz (ur. 1912)
- 1966 – Adrian Cole, australijski pilot wojskowy, as myśliwski (ur. 1895)
- 1967:
  - Gwilym Lloyd George, brytyjski arystokrata, polityk (ur. 1894)
  - Hans Ledwinka, czeski inżynier, konstruktor samochodów pochodzenia austriackiego (ur. 1878)
  - Sig Ruman, niemiecki aktor (ur. 1884)
- 1969:
  - Vito Genovese, amerykański gangster pochodzenia włoskiego (ur. 1897)
  - Charles Judels, amerykański aktor pochodzenia holenderskiego (ur. 1882)
- 1970:
  - Arthur Edeson, amerykański operator filmowy (ur. 1891)
  - Bo Ericson, szwedzki lekkoatleta, młociarz (ur. 1919)
  - Władimir Kurdiumow, radziecki generał-lejtnant (ur. 1895)
  - Harry Stradling, amerykański operator filmowy (ur. 1901)
- 1971 – Seth Holt, brytyjski reżyser filmowy (ur. 1923)
- 1972 – Andreas Cervin, szwedzki gimnastyk (ur. 1888)
- 1974 – Halfdan Schjøtt, norweski żeglarz sportowy (ur. 1893)
- 1975:
  - Roman Gesing, polski leśnik, polityk, minister leśnictwa i przemysłu drzewnego (ur. 1903)
  - Julian Huxley, brytyjski biolog, transhumanista, wykładowca akademicki (ur. 1887)
  - P.G. Wodehouse, brytyjski pisarz (ur. 1881)
- 1976:
  - Piero Scotti, włoski kierowca wyścigowy (ur. 1909)
  - Stefan Wolas, polski polityk, prezydent Krakowa (ur. 1897)
- 1977:
  - Ok Formenoij, holenderski piłkarz (ur. 1899)
  - Sydney Jacob, indyjski tenisista, olimpijczyk (ur. 1879)
  - Egon Schein, niemiecki lekkoatleta, sprinter (ur. 1912)
- 1978 – Claude Binyon, amerykański reżyser filmowy (ur. 1905)
- 1979 – Adolph Dubs, amerykański dyplomata (ur. 1920)
- 1981 – Esteban Canal, włoski szachista pochodzenia peruwiańskiego (ur. 1896)
- 1982 – Franciszek Gesing, polski ekonomista, polityk, działacz ludowy, członek Rady Państwa PRL (ur. 1904)
- 1983:
  - Lorenzo Bianchi, włoski duchowny katolicki, biskup Hongkongu (ur. 1899)
  - Władysław Krasnowiecki, polski aktor (ur. 1900)
  - Lina Radke, niemiecka lekkoatletka, biegaczka średniodystansowa (ur. 1903)
  - Ludwig Rellstab, niemiecki szachista, dziennikarz, autor książek szachowych (ur. 1904)
- 1984 – Józef Aleksandrowicz, białoruski działacz niepodległościowy, pisarz, publicysta, drukarz (ur. 1909)
- 1985:
  - Aniela Bem-Mączewska, polska księgowa, działaczka PTTK (ur. 1915)
  - Andrzej Chramiec, polski podpułkownik pilot (ur. 1892)
  - Jan Haber, polski prawnik, karnista, wykładowca akademicki, sędzia Sądu Najwyższego (ur. 1900)
  - Antoni Urbański, polski ekonomista, spółdzielca, polityk, poseł do KRN i na Sejm Ustawodawczy (ur. 1905)
- 1986:
  - Hanna Małkowska, polska aktorka (ur. 1903)
  - Edmund Rubbra, brytyjski kompozytor (ur. 1901)
  - Alina Szemińska, polska psycholog, pedagog, wykładowczyni akademicka (ur. 1907)
  - Witold Szymanowski, polski inżynier mechanik, wykładowca akademicki (ur. 1908)
- 1987 – Dmitrij Kabalewski, rosyjski pianista, kompozytor (ur. 1904)
- 1988:
  - Roman Karst, polski krytyk literacki, tłumacz pochodzenia żydowskiego (ur. 1911)
  - Frederick Loewe, amerykański kompozytor pochodzenia austriacko-żydowskiego (ur. 1901)
  - Cal Niday, amerykański kierowca wyścigowy (ur. 1914)
  - Mark Serrurier, amerykański wynalazca (ur. 1904)
- 1989:
  - James Bond, amerykański ornitolog (ur. 1900)
  - Vincent Crane, brytyjski pianista, członek zespołu Atomic Rooster (ur. 1943)
  - Wincent Żuk-Hryszkiewicz, białoruski polityk, prezydent Białoruskiej Republiki Ludowej (ur. 1903)
- 1991:
  - Jerzy Dąbrowski, polski duchowny katolicki, biskup pomocniczy gnieźnieński (ur. 1931)
  - John McCone, amerykański przedsiębiorca, polityk, dyrektor CIA (ur. 1902)
  - Gabriel Nehrebecki, polski aktor (ur. 1937)
  - Jerzy Twardowski, polski reżyser filmowy (ur. 1918)
- 1992 – Holger Johansson, szwedzki piłkarz (ur. 1911)
- 1993 – Lester Wilson, amerykański tancerz, choreograf (ur. 1942)
- 1994 – Andriej Czikatiło, ukraińsko-rosyjski seryjny morderca (ur. 1936)
- 1995:
  - Michael Gazzo, amerykański aktor (ur. 1923)
  - U Nu, birmański pisarz, polityk, premier Birmy (ur. 1907)
- 1996:
  - Eva Hart, brytyjska pasażerka „Titanica“ (ur. 1905)
  - Mieczysław Kumorek, polski major, scenarzysta, pisarz (ur. 1921)
  - Bob Paisley, angielski piłkarz, trener (ur. 1919)
  - Christo Radewski, bułgarski poeta, publicysta, satyryk, tłumacz (ur. 1903)
  - Mark Venturini, amerykański aktor (ur. 1961)
- 1997 – Andrzej Bukowski, polski polonista, historyk literatury, publicysta, wydawca, wykładowca akademicki (ur. 1911)
- 1998:
  - Halina Kowalska, polska wiolonczelistka pochodzenia żydowskiego (ur. 1913)
  - Tadeusz Stadniczeńko, polski ekonomista, polityk, poseł na Sejm PRL (ur. 1926)
  - Matwiej Wajnrub, radziecki generał porucznik (ur. 1910)
- 1999:
  - Janusz Barcicki, polski chemik, wykładowca akademicki (ur. 1920)
  - Behije Çela, albańska aktorka, pieśniarka (ur. 1925)
  - John Ehrlichman, amerykański polityk (ur. 1926)
  - Jacques Loew, francuski dominikanin, misjonarz (ur. 1908)
  - Hillel Seidel, izraelski polityk (ur. 1920)
- 2001:
  - Domènec Balmanya, hiszpański piłkarz, trener (ur. 1914)
  - Guy Grosso, francuski aktor, komik (ur. 1933)
  - Artur Malicki, polski hokeista (ur. 1972)
  - Piero Umiliani, włoski kompozytor muzyki filmowej (ur. 1924)
- 2002 – Nándor Hidegkuti, węgierski piłkarz, trener (ur. 1922)
- 2003 – Gunnar Johansson, szwedzki piłkarz (ur. 1924)
- 2004:
  - Bolesław Dubicki, polski zapaśnik, trener (ur. 1934)
  - Marco Pantani, włoski kolarz szosowy (ur. 1970)
  - Marcin Rumiński, polski filmowiec, dziennikarz, pisarz, podróżnik (ur. 1972)
- 2005:
  - Rafik al-Hariri, libański polityk, premier Libanu (ur. 1944)
  - Pauli Toivonen, fiński kierowca wyścigowy i rajdowy (ur. 1929)
- 2006:
  - Steve Bracey, amerykański koszykarz (ur. 1950)
  - Shoshana Damari, izraelska piosenkarka (ur. 1923)
- 2007 – Emmett Williams, amerykański poeta (ur. 1925)
- 2008:
  - Helmut Foreiter, polski piłkarz, trener (ur. 1958)
  - Antoni Heda, polski generał brygady, dowódca oddziałów partyzanckich ZWZ i AK (ur. 1916)
  - Perry Lopez, amerykański aktor (ur. 1931)
  - Zygmunt Nieciecki, polski artysta grafik, modelarz znaków wodnych (ur. 1918)
- 2009:
  - Andrzej Ancuta, polski reżyser i operator filmowy (ur. 1919)
  - Louie Bellson, amerykański perkusista jazzowy (ur. 1924)
- 2010:
  - Dick Francis, brytyjski pisarz (ur. 1920)
  - Olgierd Jędrzejczyk, polski dziennikarz (ur. 1930)
  - Jerzy Turek, polski aktor (ur. 1934)
- 2011 – George Shearing, amerykański pianista jazzowy, kompozytor (ur. 1919)
- 2012:
  - Mike Bernardo, południowoafrykański bokser, kick-bokser (ur. 1969)
  - Erwin Fiedor, polski skoczek narciarski (ur. 1943)
  - Reinhold Frosch, austriacki saneczkarz (ur. 1935)
  - Tonmi Lillman, fiński muzyk, perkusista, członek zespołów: Lordi, Sinergy i To/Die/For (ur. 1973)
  - Péter Rusorán, węgierski piłkarz wodny (ur. 1940)
- 2013:
  - Luis Cruzado, peruwiański piłkarz (ur. 1941)
  - Tim Dog, amerykański raper (ur. 1967)
  - Ronald Dworkin, amerykański prawnik, filozof (ur. 1931)
  - Aleksander Gudzowaty, polski przedsiębiorca (ur. 1938)
  - Goldie Harvey, nigeryjska piosenkarka (ur. 1983)
  - Fernando Lyra, brazylijski prawnik, polityk (ur. 1938)
  - Reeva Steenkamp, południowoafrykańska modelka, aktorka (ur. 1983)
- 2014 – Tom Finney, angielski piłkarz (ur. 1922)
- 2015:
  - Louis Jourdan, francuski aktor (ur. 1921)
  - Franjo Mihalić, jugosłowiański lekkoatleta, maratończyk (ur. 1920)
  - Wim Ruska, holenderski judoka (ur. 1940)
- 2016:
  - Józef Błaszczykowski, polski kolejarz, działacz ludowy, samorządowiec (ur. 1909)
  - Tadeusz Pawlaczyk, polski nadinspektor policji, samorządowiec (ur. 1953)
  - Jerzy Porębski, polski reżyser, scenarzysta, dziennikarz (ur. 1934)
  - Jan Kanty Steczkowski, polski ekonomista, nauczyciel akademicki (ur. 1923)
- 2017:
  - Cipriano Chemello, włoski kolarz szosowy i torowy (ur. 1945)
  - Ríkharður Jónsson, islandzki piłkarz, trener (ur. 1929)
  - Roman Pampuch, polski chemik, profesor nauk technicznych (ur. 1927)
  - Hans Trass, estoński ekolog, botanik (ur. 1928)
- 2018:
  - Piotr Boczek, radziecki wojskowy (ur. 1925)
  - Leszek Gałysz, polski reżyser, scenarzysta, animator, producent filmowy (ur. 1948)
  - Antoni Krauze, polski reżyser i scenarzysta filmowy (ur. 1940)
  - Ruud Lubbers, holenderski ekonomista, polityk, premier Holandii (ur. 1939)
  - Morgan Tsvangirai, zimbabweński związkowiec, obrońca praw człowieka, polityk, premier Zimbabwe (ur. 1952)
- 2019:
  - Kao Chun-ming, tajwański duchowny prezbiteriański, działacz na rzecz praw człowieka (ur. 1929)
  - Andrea Levy, brytyjska pisarka (ur. 1956)
  - Micha’el Nudelman, izraelski ekonomista, polityk (ur. 1938)
  - Clinton Wheeler, amerykański koszykarz (ur. 1959)
- 2020:
  - Peter Adoboh, nigeryjski duchowny katolicki, biskup Katsina-Ala (ur. 1958)
  - Lynn Cohen, amerykańska aktorka (ur. 1933)
  - Reinbert de Leeuw, holenderski dyrygent, pianista, kompozytor (ur. 1938)
  - Krzysztof (Rakintzakis), grecki duchowny prawosławny, biskup pomocniczy metropolii Toronto (ur. 1931)
- 2021:
  - Ari Gold, amerykański piosenkarz, aktor (ur. 1974)
  - Carlos Menem, argentyński prawnik, polityk, prezydent Argentyny (ur. 1930)
  - Doug Mountjoy, walijski snookerzysta (ur. 1942)
  - Ion Pacepa, rumuński generał, funkcjonariusz służb specjalnych, działacz komunistyczny (ur. 1928)
- 2022:
  - Borislav Ivkov, serbski szachista (ur. 1933)
  - Eugeniusz Kościelak, polski hematolog, profesor nauk medycznych (ur. 1930)
  - Julio Morales, urugwajski piłkarz, trener (ur. 1945)
  - Daniel Passent, polski dziennikarz, publicysta, pisarz, tłumacz, satyryk, dyplomata (ur. 1938)
  - Karl Vaino, estoński polityk komunistyczny (ur. 1923)
- 2023:
  - Wiktor Aristow, ukraiński piłkarz, trener (ur. 1938)
  - Friedrich Cerha, austriacki dyrygent, kompozytor (ur. 1926)
  - Wilhelm Kurtz, polski duchowny katolicki, arcybiskup Madang w Papui-Nowej Gwinei (ur. 1935)
  - Vito Schlickmann, brazylijski duchowny katolicki, biskup pomocniczy Florianópolis (ur. 1928)
- 2024:
  - Diego Chávez, meksykański piłkarz (ur. 1995)
  - Ludwik Denderys, polski bokser (ur. 1944)
  - Ian McMillan, szkocki piłkarz, trener (ur. 1931)
  - Sasha Montenegro, meksykańska aktorka (ur. 1946)
  - Jacques Rousseau, francuski lekkoatleta, skoczek w dal (ur. 1951)
  - Wolfgang Weider, niemiecki duchowny katolicki, biskup pomocniczy Berlina (ur. 1932)
- 2025:
  - Carlos Diegues, brazylijski reżyser, scenarzysta i producent filmowy (ur. 1940)
  - James Ferguson, amerykański antropolog (ur. 1959)
  - Geneviève Page, francuska aktorka (ur. 1927)
  - Francesco Rivella, włoski chemik, twórca składu oraz nazwy kremu czekoladowego Nutella (ur. 1927)
  - Barbara Rybałtowska, polska pisarka, autorka tekstów piosenek, malarka (ur. 1936)
  - Andrzej Sitkowski, polski murarz, ekonomista, pisarz, żołnierz AK, uczestnik powstania warszawskiego (ur. 1928)